# سفينة صيد

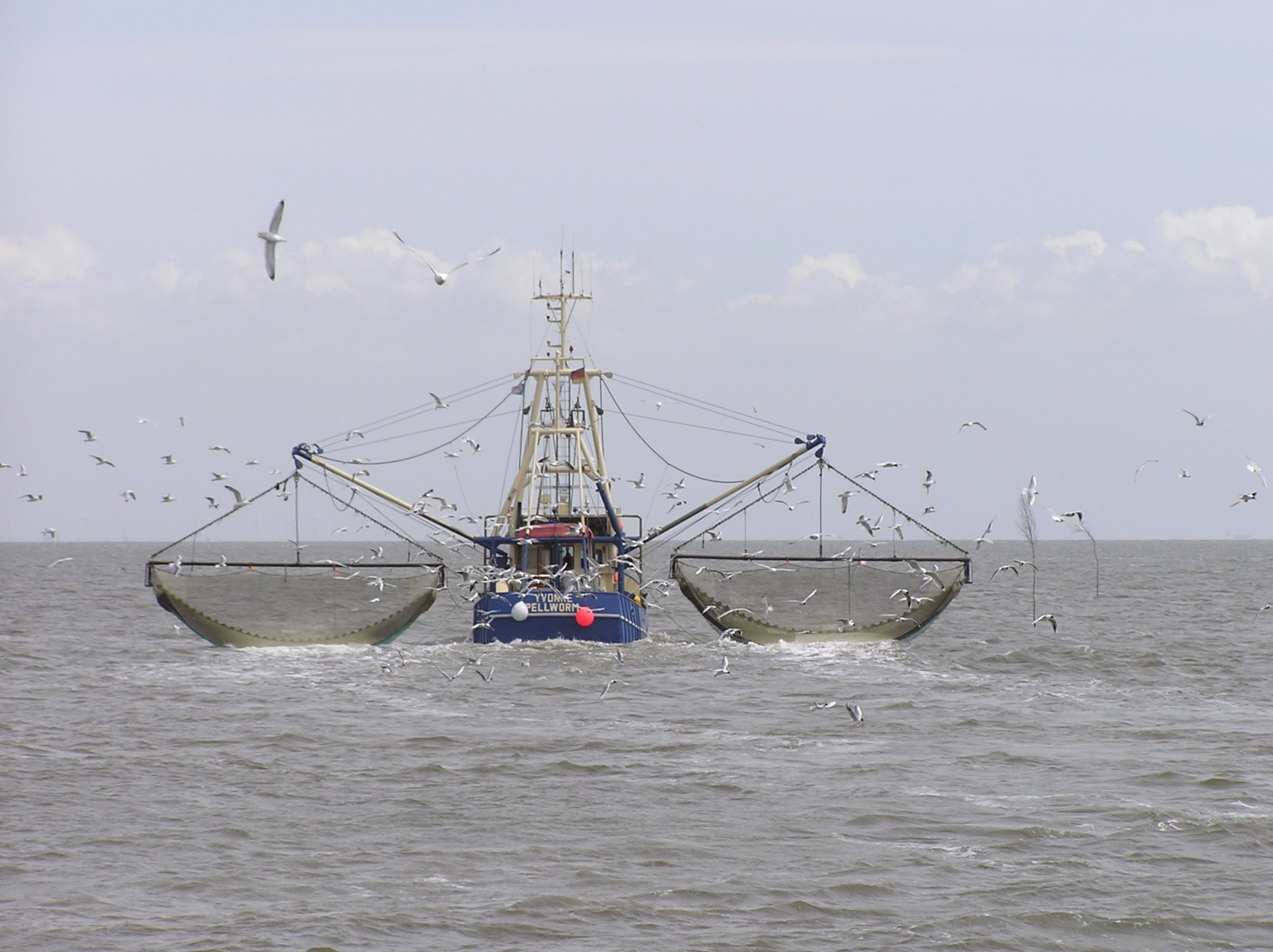
مركب صيد سرطان البحر من الجزر الفريزية الشمالية يعمل في بحر الشمال

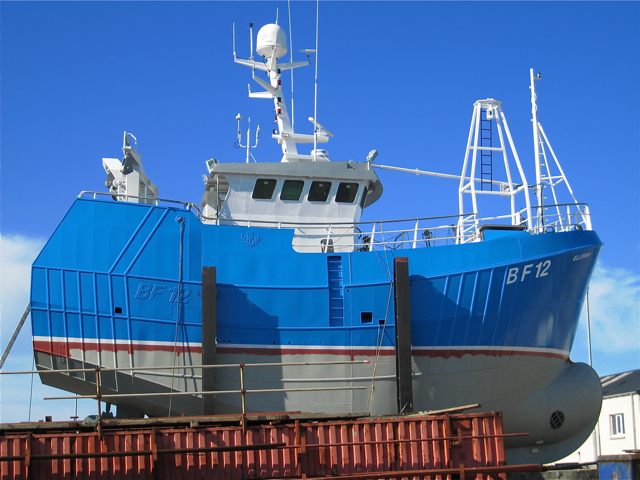
مركب صيد حديث يتميز بتصميمه القوي

سفينة الصيد هي مركب أو سفينة تُستخدم في صيد الأسماك في البحر أو بحيرة أو نهر. ويتم استخدام العديد من أنواع السفن المختلفة في الصيد التجاري والحرفي والصيد الترفيهي.
وحسبما ذكرت منظمة الأغذية والزراعة (الفاو)، فإنه يوجد حاليًا (2004) أربعة ملايين سفينة صيد تجاري. ويوجد بينها حوالي 1.3 مليون سفينة ذات سطح تحتوي على مناطق مغلقة. وتعمل كل هذه السفن ذوات السطوح تقريبًا بالمحرك، كما يزيد وزن 40000 منها عن 100 طن. وعلى النقيض من ذلك، فإن ثلثي (1.8 مليون) المراكب المكشوفة هي مراكب تقليدية متعددة الأنواع مزودة بشراع ومجاديف فقط. ويستخدم هذه المراكب الصيادون الحرفيون.
من الصعب تقدير عدد مراكب الصيد الترفيهي. ويتراوح حجم هذه المراكب من زوارق التجديف الصغيرة إلى سفن الرحلات المستأجرة الكبيرة، وعلى خلاف سفن الصيد التجاري، فإنها غالبًا ما لا تكون مخصصة للصيد فقط.
قبل خمسينيات القرن العشرين، كانت هناك بعض المعايير الموحدة لمراكب الصيد. ذلك أن تصاميم المراكب يمكن أن تختلف بين الموانئ وأحواض السفن. والمعتاد أنه كان يتم بناء المراكب من الخشب، ولكن لم يعد الخشب يستخدم كثيرًا في الوقت الحالي نظرًا لتكاليف الصيانة الأعلى وقوة التحمل الأقل. ولهذا، يتزايد استخدام الألياف الزجاجية في صناعة سفن الصيد الأصغر حجمًا حتى 25 مترًا (100 طن)، بينما يستخدم الفولاذ عادةً في صناعة السفن التي يزيد حجمها عن 25 مترًا.

## معلومات تاريخية

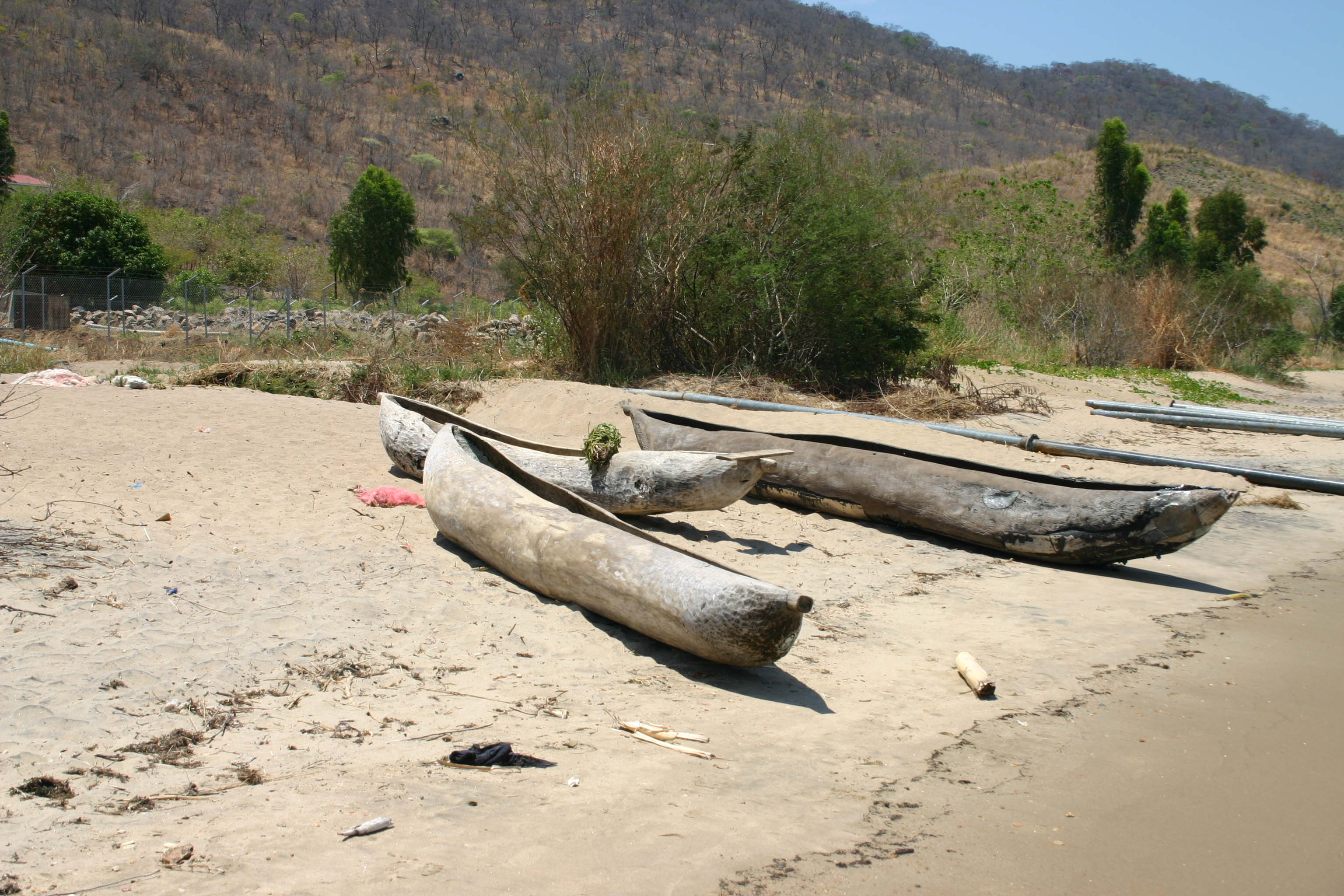
زوارق مصنوعة من جذوع الأشجار على شاطئ بحيرة مالاوي

تضمنت سفن الصيد البدائية الطوافات والزوارق الشجرية والمراكب المصنوعة من هيكل مغطى بـ الجلد غير المدبوغ أو لحاء الشجر، بالإضافة إلى خطوط القرقل. وكانت أقدم المراكب التي تم العثور عليها خلال عمليات التنقيب الأثري هي زوارق مصنوعة من جذوع الأشجار يرجع تاريخها إلى العصر الحجري الحديث؛ أي منذ حوالي 7000-9000 سنة. وغالبًا ما كانت تُقطع هذه الزوارق من جذوع المخروطيات باستخدام أدوات حجرية بسيطة. تم العثور على مركب بحري عمره 7000 سنة مصنوع من القصب والقطران في الكويت. اتسمت هذه السفن البدائية بإمكانياتها المحدودة؛ فقد كان بإمكانها الطفو على سطح الماء والإبحار، ولكن لم تكن مناسبة لاستخدامها في الإبحار لمسافات بعيدة جدًا عن الشاطئ. وكانت تُستخدم بشكل أساسي في صيد السمك والصيد.
تزامن تطوير مراكب الصيد مع تطوير المراكب المستخدمة في التجارة والحرب. وقد بدأ الملاحون الأوائل في استخدام جلود الحيوانات أو الأقمشة المنسوجة في صناعة الشراع. ومع تثبيت هذا الشراع في سارية موضوعة بشكل عمودي في المركب، أصبحت المراكب البدائية قادرة على الإبحار لمسافات أكبر؛ مما سمح بخروج الرحلات الاستكشافية.

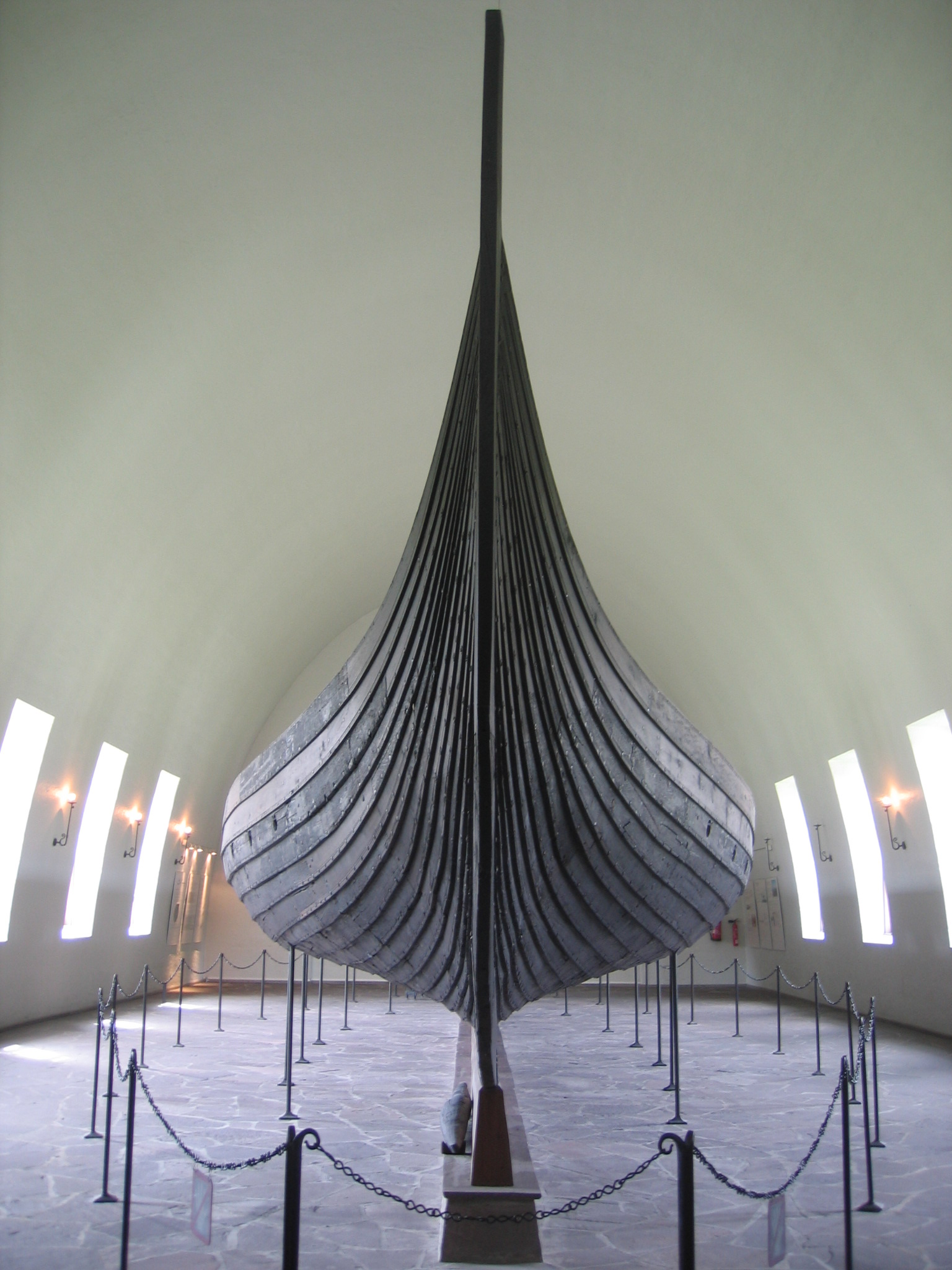
سفينة فايكنغ مصنوعة من ألواح خشبية متراكبة

حوالي عام 4000 قبل الميلاد، كان المصريون يصنعون مراكب ضيقة وطويلة يشغلها العديد من المجدفين. واستطاعوا على مدار الـ 1000 سنة التالية إدخال مجموعة من التحديثات المذهلة على تصميم المركب. فقد تمكنوا من صناعة شراع مصنوعة من القطن لمساعدة مراكبهم على الإبحار بسرعة أكبر وبمجهود أقل. بعد ذلك، قاموا ببناء مراكب كبيرة بما يكفي لعبور المحيطات. وكانت تحتوي هذه المراكب على شراع ومجدفين، كما كانت تُستخدم في السفر والتجارة. وبحلول عام 3000 قبل الميلاد، توصل المصريون إلى طريقة تمكنهم من تركيب ألواح من الخشب في هيكل السفينة. واستخدموا حبالا منسوجة لربط الألواح ببعضها البعض، وتم وضع القصب أو الحشيش بين الألواح لسد الفراغات بين الطبقات. وتعتبر سفينة خوفو شاهدًا على مهارتهم، فهي سفينة يبلغ طولها 143 قدم (44 م) تم العثور عليها مدفونة عند قاعدة الهرم الأكبر حوالي عام 2500 قبل الميلاد وتم العثور عليها سليمة عام 1954.
وفي نفس الوقت تقريبًا، كان الإسكندنافيون أيضًا يبنون مراكب مبتكرة. فقد توصل الناس الذين يعيشون بالقرب من مدينة كونجينز لينجبي في الدنمارك إلى فكرة تجزئة هيكل السفينة، وهو ما أتاح زيادة حجم المراكب تدريجيًا. وقام طاقم مكون من حوالي أربعة وعشرين شخصًا بـ التجديف بـ مركب يوتشبينج (Hjortspring) الخشبي عبر بحر البلطيق قبل ظهور الإمبراطورية الرومانية بفترة طويلة. واستمر الإسكندنافيون في صناعة سفن أفضل؛ حيث أدخلوا الحديد ومواد أخرى في التصميم وصنعوا مجاديف لتسيير السفن.
إن أقدم سفينة إسكندنافية تم العثور عليها هي سفينة نيدام، والتي تم العثور عليها سليمة في مستنقع نيدام في صنديفيد، الدنمارك. وقد تم تحديد سن الشجرة للسفينة في الفترة بين 310-320 الميلادي، وتعتبر أقدم سفينة معروفة تستخدم طريقة الألواح الخشبية المتراكبة، حيث تتداخل الألواح الخشبية مع بعضها البعض. وبنيت السفينة من خشب البلوط ويبلغ طولها 23 مترًا وعرضها حوالي 4 أمتار. ويزيد وزنها عن ثلاثة أطنان وكان يسيرها ثلاثون رجلاً.
بحلول عام 1000 ميلادي، كان النورمانديون يفرضون سيطرتهم على المحيطات. فقد كانوا بحارة وبناة مراكب ماهرين، إلى جانب تصاميم السفن متراكبة الألواح والتي تنوعت وفقًا لنوع المركب. وكانت المراكب التجارية، مثل، مراكب كنار عريضة بحيث تسمح بتخزين البضائع كبيرة الحجم. وتميزت مراكب الإغارة، مثل المركب الطويلة بكونها طويلة وضيقة وسريعة جدًا. وكانت السفن التي استخدموها في الصيد تمثل نسخًا معدلة لمراكب البضائع الخاصة بهم. وأثرت ابتكارات الإسكندنافيين على تصميم مراكب الصيد لفترة طويلة بعد انتهاء عصر الفايكنغ. على سبيل المثال، تم بناء مراكب اليول من جزيرة أورني في ستروما بنفس طريقة بناء مراكب النورمانديين.

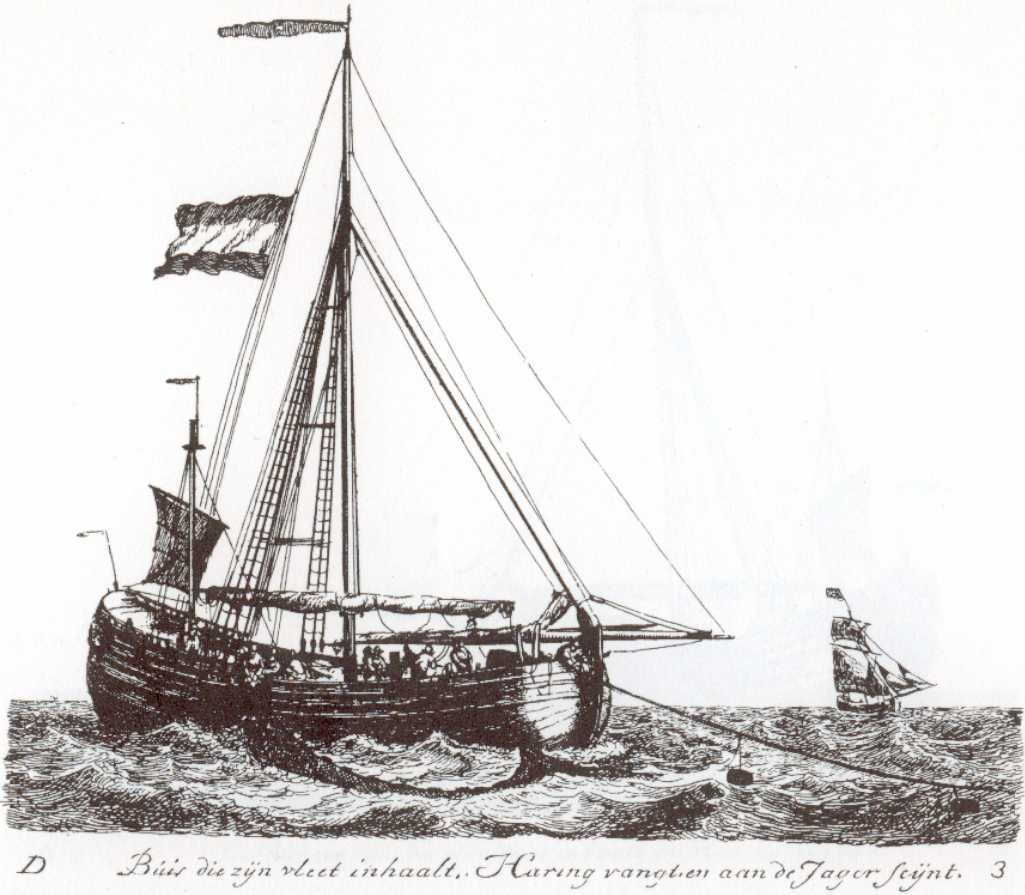
مركب صيد سمك الرنجة (Herring Buss) تحمل على متنها شبكة الصيد العائمة (جي. كوغونفيجن)

في القرن الخامس عشر، قام الهولنديون بصناعة مركب شباك عائمة (Drifter) لصيد سمك الرنجة وكانت مخصصة للإبحار في عرض البحر، والتي أصبحت مخططًا لمراكب الصيد الأوروبية. وكانت هذه هي مركب صيد سمك الرنجة التي استخدمها صائدو سمك الرنجة الهولنديون حتى أوائل القرن التاسع عشر. ويوجد تاريخ طويل لهذا النوع من مراكب الصيد. فقد كانت مشهورة حوالي عام 1000 ميلادي في إسكندنافيا باسم بيزا، صورة مختلفة ولكن قوية لسفينة الفايكنغ الطويلة. وربما تم بناء أول مركب لصيد سمك الرنجة في مدينة هورن حوالي عام 1415. وتم بناء آخر سفينة من هذا النوع في مدينة فلاردينجين عام 1841. وكان طول السفينة حوالي 20 مترًا ويتراوح وزن الإزاحة بين 60 و100 طن. وكانت سفينة ضخمة ذات عارضة مستديرة القعر مع مقدمة ومؤخرة عريضتين ومسطحتين، وتميزت المؤخرة بأنها مرتفعة نسبيًا وتحتوي على قبو. واستخدمت مراكب الصيد الشباك الخيشومية العائمة والطويلة في صيد سمك الرنجة. وكان يتم سحب الشباك في الليل ويقوم طاقم السفينة المكون من ثمانية عشر إلى ثلاثين رجلاً بتنظيف السمك الذي اصطادوه عن طريق إزالة الخياشيم والحلق وتمليحه وتخزينه في البراميل على سطح السفينة الواسع. وكانت السفن تبحر في أساطيل مكونة من 400 إلى 500 سفينة إلى مصايد الأسماك على ضفة دوكر وجزر شيتلاند. وغالبًا ما كانت تحميها سفن القوات البحرية؛ حيث كان يعتبر الإنجليز أنهم «يسرقون الأسماك». وكان يمكث الأسطول في عرض البحر لأسابيع في رحلة الصيد الواحدة. وفي بعض الأحيان، كانت تُنقل الأسماك إلى سفن خاصة (تسمى فينتيوغاس (Ventjagers))، وتؤخذ إلى الوطن بينما يظل الأسطول في عرض البحر (يظهر في الصورة سفينة فينتيوغا بعيدة جدًا).

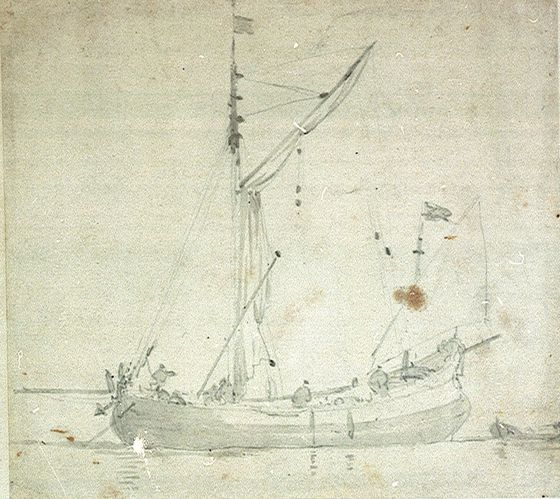
مركب دوكر معروضة من مقدمة عرض السفينة الأعظم. سنة 1675 بواسطة فيليم فان دي فيلدي الأصغر

خلال القرن السابع عشر، صنع البريطانيون مركب دوكر (Dogger)، وهي نوع قديم من مراكب الترولة (Trawler) الشراعية أو مراكب الصيد بالخيوط الصنارية الطويلة (Longliner)، التي أبحرت بكثرة في بحر الشمال. ويأتي اسم دوكر من الكلمة الهولندية dogger، وتعني سفينة الصيد التي تسحب شبكة جر. كانت مراكب الترولة الهولندية منتشرة في بحر الشمال، وتم إطلاق كلمة دوكر على المنطقة التي كانت تصطاد منها دائمًا، والتي أصبحت تُعرف باسم ضفة دوكر. وكانت مراكب الدوكر بطيئة ولكن قوية؛ حيث كانت قادرة على الصيد في الظروف المناخية القاسية في بحر الشمال. ومثل مراكب صيد سمك الرنجة، فقد كانت هذه المراكب ذات عارضة كبيرة ومقدمة عريضة، ولكنها أصغر كثيرًا، حيث يبلغ طولها حوالي 15 مترًا وأقصى طول للمقدمة هو 4.5 أمتار وغاطس طوله 1.5 متر ووزن الإزاحة حوالي 13 طنًا. ويمكنها حمل طن متري من الطُعم وثلاثة أطنان مترية من الملح ونصف طن متري من الطعام ومثلهم من الحطب لطاقم السفينة وتعود بستة أطنان مترية من السمك. وربما كانت تُستخدم المناطق ذوات السطوح في المقدمة والمؤخرة في المبيت والتخزين وطهي الطعام. وساعدت المرساة على الصيد لفترات ممتدة في نفس المنطقة، في مياه يصل عمقها إلى 18 مترًا. وكان بإمكان مركب الدوكر أيضًا حمل قارب صغير مكشوف للاحتفاظ بخيوط الصيد والتجديف إلى الشاطئ.

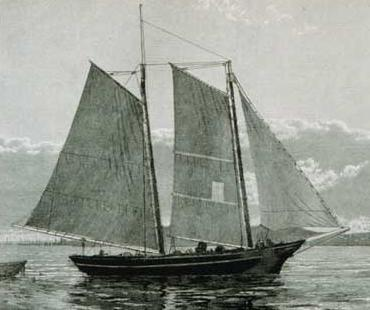
كانت تُستخدم المراكب الشراعية بصاريين (Schooners) النموذجية باعتبارها السفن الأم لمراكب الضوري

مراكب الضوري (Dory) عبارة عن مراكب صغيرة ومسطحة الغاطس، وعادةً ما يزيد طولها عن خمسة إلى سبعة أمتار (15 إلى 22 قدمًا). وتتميز بأنها مراكب متعددة الاستعمالات وخفيفة الوزن ذات جوانب عالية وقاع مسطح ومقدمة حادة، كما يسهل بناؤها بسبب خطوطها البسيطة. وقد ظهرت مركب الضوري لأول مرة في مدن الصيد في نيو إنجلاند في وقت ما بعد أوائل القرن الثامن عشر. وسبق ظهور مركب الضوري مركب باتو (Bateau) الفرنسية، وهي مركب مسطحة القعر ذات جوانب مستقيمة أبحرت منذ عام 1671 في نهر سانت لورانس. وكانت المركب الساحلية الشائعة في ذلك الوقت هي الوهري (Wherry)، وكان ظهور مركب الضوري نتيجة دمج تصميم الوهري مع الباتو مسطحة القعر والمبسطة. ويوجد دليل قصصي على وجود أنواع أقدم بكثير من المراكب التي كانت منتشرة في كل أرجاء أوروبا. ويوجد في إنجلترا وفرنسا وإيطاليا وبلجيكا مراكب صغيرة من العصور الوسطى والتي يمكن تصنيفها على أنها أقدم من مراكب الضوري.
ظهرت مراكب بانكس الضوري في ثلاثينيات القرن التاسع عشر. وكان الهدف من تصميمها هو حملها على السفن الأم واستخدامها في صيد سمك القد في غراند بانكس. ونظرًا لأن تصميمها مستمد بشكل مباشر تقريبًا من مراكب الباتو النهرية الفرنسية التي تتميز بانخفاض جزئها الظاهر من الماء وجوانبها المستقيمة ومقاعد المجدف القابلة للإزالة، فقد كان ممكنًا وضع مراكب بانكس ضوري داخل بعضها البعض وتخزينها على أسطح مراكب الصيد الشراعية بصاريين، مثل جازيلا بريميرو للخروج في رحلتها إلى مصايد الأسماك في غراند بانكس.

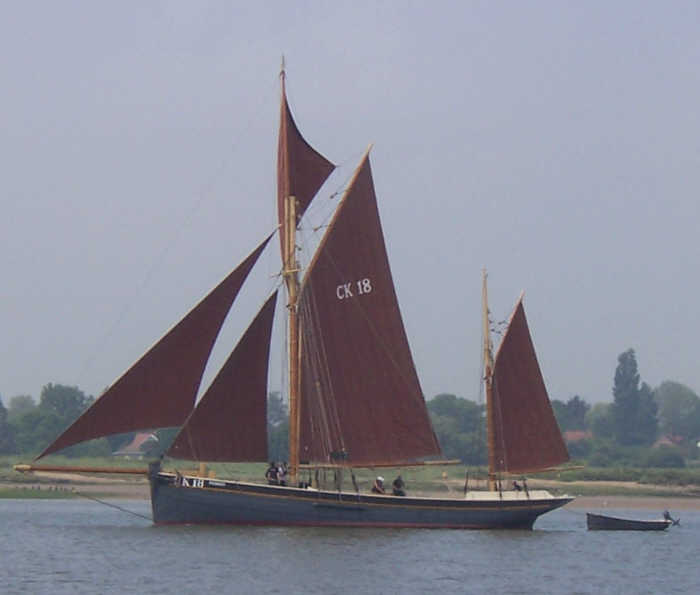
مركب السمّاك (Smack) بالقرب من المدينة الساحلية برايتلينجسي

في القرن التاسع عشر، ظهر تصميم أكثر فاعلية لمراكب الترولة الشراعية في ميناء الصيد الإنجليزية بريكسام. وانتشرت هذه المراكب الشراعية الخشبية الأنيقة في أرجاء العالم مؤثرة على أساطيل الصيد في كل مكان. وقد ألهمت شراعها المميزة تأليف أغنية شراع حمراء وقت الغروب (Red Sails in the Sunset)، التي كُتبت على متن مركب ترولة شراعية في بريكسام تسمى تورباي لاس. وفي تسعينيات القرن التاسع عشر، كانت هناك حوالي 300 مركب ترولة هناك؛ وغالبًا كانت تعود ملكية كل واحدة إلى ربان المركب. وقد تم حفظ العديد من سفن الترولة الشراعية القديمة هذه في حالة سليمة.
على مدار التاريخ، أدت الظروف المحلية إلى صناعة مجموعة متنوعة من أنواع مراكب الصيد. تم استخدام مركب لانكشير نوبي (Lancashire nobby) جهة الساحل الشمالي الغربي لإنجلترا كمركب ترولة لصيد الروبيان في الفترة من عام 1840 وحتى الحرب العالمية الثانية. بينما اُستخدمت مركب مانكس نوبي (Manx nobby) حول جزيرة مان كمركب شباك عائمة لصيد الرنجة. بالإضافة إلى استخدام مركب فيفي (Fifie) كمركب شباك عائمة لصيد الرنجة على طول الساحل الشرقي لأسكتلندا منذ خمسينيات القرن التاسع عشر وحتى وقت متأخر في القرن العشرين.

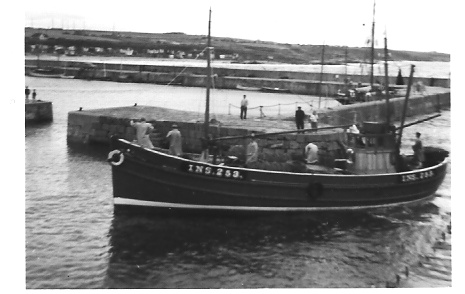
مركب ترولة ذات شبكة سينية، هوبمان 1958

كان استخدام مراكب باولي والسمّاك في مصب نهر تيمز وفي أعماق شرق أنجيليا، بينما كانت تُستخدم مراكب الترولة ومراكب الشباك العائمة في الساحل الشرقي. وبدأ صيد سمك الرنجة في خليج موراي عام 1819. وبلغ صيد السمك ذروته في مدينة أبردين في عام 1937 مع وجود 277 مركب ترولة بخارية، ذلك بالرغم من ظهور أول مركب شباك عائمة ديزل في عام 1926. وفي عام 1870، كانت تُستخدم زوارق القطر المجدافية لسحب المراكب رباعية الشراع (Lugger) ومراكب السمّاك إلى البحر. وظهرت مراكب الترولة البخارية لأول مرة عام 1881 في موانئ جريمبسي وهال في الأساس. وفي عام 1890، أشارت التقديرات إلى وجود 20000 رجل في بحر الشمال. ولم يتم استخدام مراكب الشباك العائمة البخارية في مصايد أسماك الرنجة حتى عام 1897. وكان يتم الصيد في أول مركب ترولة من الجانب، ولكن في عام 1961 تم استخدام أول مركب ترولة خلفية في مدينة لويستوفت للصيد في مياه المحيط المتجمد الشمالي. وبحلول عام 1981، لم يكن يبحر من مراكب الترولة المخصصة للإبحار في المياه العميقة والبالغ عددها 130 مركبًا سوى 27 مركبًا فقط. فقد تحول العديد منها إلى سفن أمان لـ جهاز حفر آبار النفط.
تم إدخال تعديلات على تصاميم مراكب الترولة؛ حيث تغيرت طريقة تشغيلها من الشراع إلى البخار الناجم عن احتراق الفحم بحلول الحرب العالمية الأولى، ثم الديزل والتوربينات بحلول نهاية الحرب العالمية الثانية. وخلال الحرب العالمية الأولى والثانية، حصلت العديد من مراكب الصيد الترولة على إذن للعمل كسفن ترولة حربية لتُستخدم ككاسحات ألغام، وقد كانت الأنشطة مماثلة إلى جانب كون طاقم السفينة وتصميمها مناسبين لأداء المهمة. وبالمثل، حصلت العديد من مراكب الشباك العائمة التجارية على إذن للعمل كـ مراكب شباك عائمة حربية ليتم استخدامها في صيانة ومراقبة الشباك المضادة للغواصات. ومنذ الحرب العالمية الثانية، تم تجهيز سفن الصيد التجارية بشكل كبير بمساعدات إلكترونية، مثل مساعدات الملاحة اللاسلكية وأجهزة كشف الأسماك. وخلال الحرب الباردة، جهزت بعض الدول مراكب الصيد الترولة بمعدات إلكترونية إضافية حتى يمكن استخدامها كـ سفن تجسس لمراقبة أنشطة الدول الأخرى.

## سفن الصيد التجارية

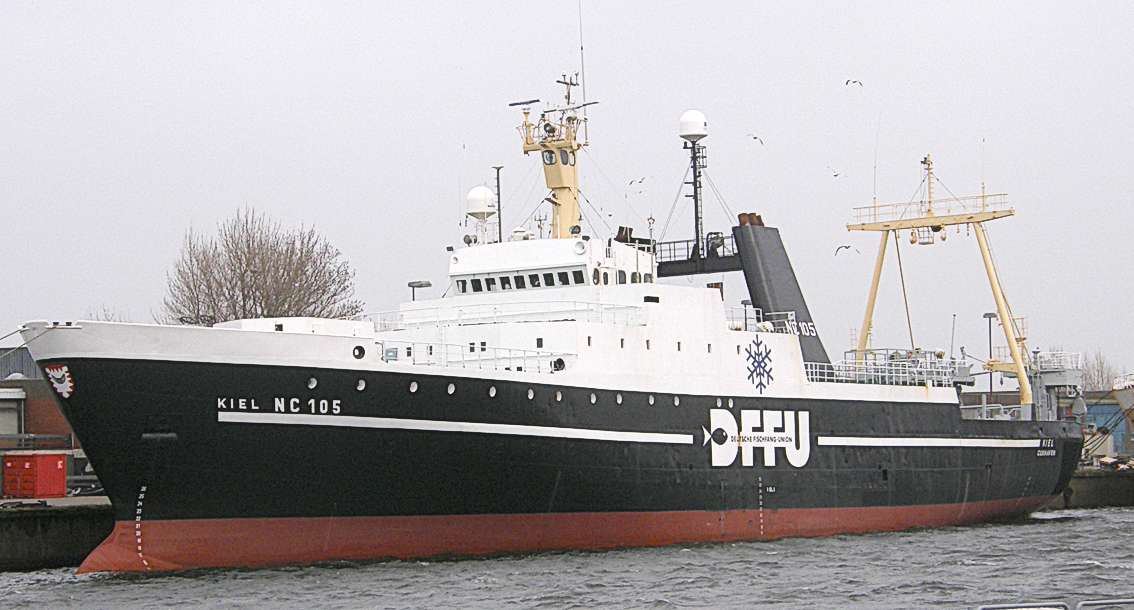
السفينة المصنع الألمانية Kiel NC 105

أدت الصيد في حدود 200 ميل بحري إلى تغيير أنماط الصيد، وفي الوقت الحالي، أصبحت سفن الصيد أكثر تخصصًا وقياسية. ففي الولايات المتحدة وكندا، تزايد استخدام سفن الترولة المصنع الكبيرة، بينما تقلص عدد أساطيل المياه الزرقاء الضخمة التي تشغلها اليابان ودول الكتلة السوفيتية. وفي أوروبا الغربية، ركز تصميم سفينة الصيد على المراكب المتطورة ذات قوة الصيد العالية.
إن صيد الأسماك التجاري صناعة عالية المخاطر، ولذا تضع الدول لوائح تمكنها من السيطرة على بناء سفن الصيد وتشغيلها. وتتحمل المنظمة البحرية الدولية، التي عقدت أولى اجتماعاتها عام 1959 بطلب من الأمم المتحدة، مسؤولية وضع الإجراءات الهادفة إلى منع وقوع الحوادث، بما فيها معايير تصميم السفينة وبنائها ومعداتها وتشغيلها وطاقم العمل.
وحسبما ذكرت الفاو، فقد اشتمل أسطول صيد الأسماك في العالم في عام 2004 على 4 ملايين سفينة. وكان من بينها حوالي 1.3 مليون سفينة ذات سطح مع مناطق مغلقة. بينما كانت السفن الباقية مكشوفة؛ حيث كان ثلثاها مراكب تقليدية تعمل بالشراع والمجاديف. وعلى العكس، فقد كانت كل السفن ذوات السطوح تقريبًا مزودة بمحرك. وكانت السفن ذوات السطوح موزعة كالتالي، 86 في المئة في آسيا و7.8 في المئة في أوروبا و3.8 في المئة في أمريكا الشمالية والوسطى و1.3 في المئة في إفريقيا و0.6 في المئة في أمريكا الجنوبية و0.4 في المئة في أوقيانوسيا. وتتسم معظم مراكب الصيد التجارية بأنها صغيرة الحجم، عادةً ما تكون أقل من 30 متر (98 قدم)، ولكنها تصل إلى 100 متر (330 قدم) في سفينة الشباك البيرسينية (Purse seiner) أو السفينة المصنع.
يمكن تصنيف سفن الصيد التجارية حسب التصميم أو نوع السمك الذي تصطاده أو طريقة الصيد المتبعة أو الأصل الجغرافي. ويتبع التصنيف التالي الفاو، التي تصنف سفن الصيد التجارية حسب معدات الصيد المستخدمة.

### معدات الصيد

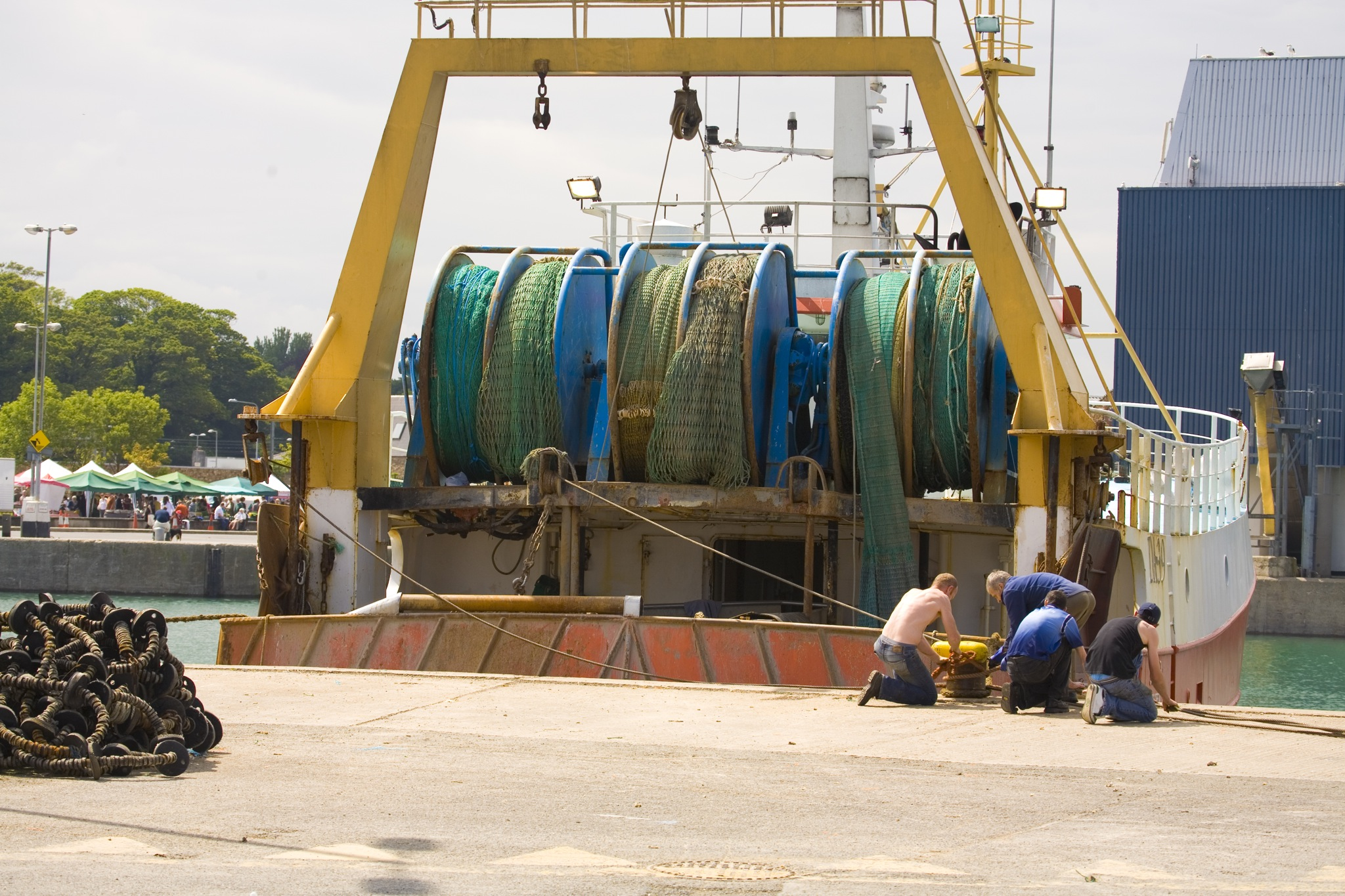
رافعات دوارة مثبتة في مؤخرة مركب ترولة أيرلندية
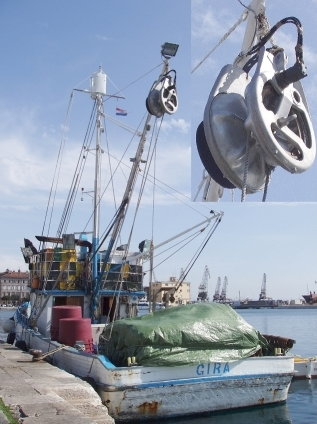
رافعة آلية لسحب شباك الصيد

### مراكب الترولة
مركب الترولة هي سفينة صيد مصممة لاستخدام شباك جر حتى تتمكن من اصطياد كميات كبيرة من الأسماك.
- مراكب الترولة ذوات أذرع الامتداد (Outrigger trawlers) - تستخدم أذرع امتداد لسحب شبكة الجر. ويكثر استخدام هذا النوع من المراكب في صيد الروبيان. ويمكن سحب شبكة أو اثنتين من شباك القوائم من كل جانب. وتعتبر مراكب الترولة ذوات الدعامات الخشبية (Beam trawlers)، المستخدمة في بحر الشمال لصيد السمك المفلطح، شكلاً آخر من مراكب الترولة ذوات أذرع الامتداد. وتتميز هذه السفن بحجمها المتوسط وقدرتها العالية، كما أنها تسحب شبكة ذات دعامة خشبية في كل جانب بسرعات تصل إلى 8 عُقد.[17]

- مراكب الترولة ذوات الدعامات الخشبية - تستخدم أذرع امتداد قوية لسحب الشبكة .ذات دعامة خشبية، حبل مشدود لمرساة في كل جانب. وتستطيع مراكب الترولة ذوات الدعامات الخشبية مزدوجة التجهيزات سحب شبكة جر منفصلة في كل جانب. وتـُستخدم شبكة الجر ذات الدعامة الخشبية في مصايد صيد السمك المفلطح والروبيان في بحر الشمال. وتتميز هذه السفن بحجمها المتوسط وقدرتها العالية . كما أنها تجر شباك الصيد بسرعات تصل إلى 8 عُقد. ولتجنب انقلاب المركب إذا حدث وعلقت شباك الجر في قاع البحر، فتركب فرامل للرافعة، ذلك بجانب أنظمة إعتاق الأمان في شدادات ذراع التطويل. هذا بالإضافة إلى تقييد قدرة المحرك في مراكب الترولة القاعية إلى 2000 حصان (1472 كيلو وات) لتحقيق المزيد من الأمان.

- سفن الترولة بشباك القوائم (Otter trawlers) - تستخدم شبكة جر متوازية أو أكثر وتحافظ عليها منفصلة أفقيًا باستخدام ألواح بقوائم. ويمكن سحب شباك الجر هذه في المياه المتوسطة العمق أو عبر القاع.[19]
- مراكب الترولة المزدوجة (Pair trawlers) - عبارة عن مركبي ترولة تعملان معًا، حيث تسحبان شبكة جر واحدة. وتبقي شبكة الجر مفتوحة أفقيًا من خلال الحفاظ على المسافة بينهما أثناء السحب. ولا تُستخدم الألواح ذوات القوائم. وتستخدم مراكب الترولة المزدوجة شباك الجر للمياه المتوسطة العمق والعميقة.[20]
- مركب الترولة الجانبية - تكون شبكة الجر مثبتة على الجانب وحبال الجر تمر عبر ألواح قاعدة تتدلى من كتيفتين، واحدة في الأمام والأخرى في الخلف. وكانت مراكب الترولة الجانبية حتى أواخر الستينيات أكثر السفن الشائعة في مصايد المياه العميقة في محيط شمال الأطلسي. وتطورت على مدار مدة أطول من باقي أنواع مراكب الترولة الأخرى، ولكن تم استبدالها الآن بمراكب الترولة الخلفية.[21] "Drawing". FAO. مؤرشف من الأصل في 2012-10-21.
- مركب الترولة الخلفية (Stern trawlers) - تحتوي على شباك جر يتم نشرها واسترجاعها من مؤخرة المركب. وغالبًا ما تحتوي مراكب الترولة الخلفية الأكبر حجمًا على منحدر هبوط، ذلك بالرغم من مراكب الترولة الخلفية البحرية والصغيرة كثيرًا ما يتم تصميمها دون منحدر للهبوط. وقد تم تصميم مراكب الترولة الخلفية بحيث تعمل في معظم الظروف المناخية. ويمكنها العمل بمفردها عند استخدام شباك الجر للمياه المتوسطة العمق أو العميقة، أو يمكن أن تعمل اثنتان معًا كمراكب ترولة مزدوجة.[22]
- مراكب الترولة الثلاجة (Freezer trawlers) - إن غالبية مراكب الترولة التي تعمل في مياه أعالي البحار هي مراكب ترولة ثلاجة. وهي مزودة بوسائل لحفظ الأسماك عن طريق التجميد، مما يسمح لها بالبقاء في عرض البحر لفترات ممتدة. وتتميز بأنها متوسطة إلى كبيرة الحجم وتشمل التجهيزات العامة نفسها الموجودة في مراكب الترولة الخلفية أو الجانبية.[23]
- مراكب الترولة للأسماك الطازجة (Wet fish trawlers) - هي مراكب ترولة تُحفظ فيها الأسماك في المخزن في حالة طازجة/طرية. وينبغي أن تعمل هذه المراكب في مناطق ليست بعيدة جدًا عن مكان الرسو، كما يلزم أن يكون وقت الصيد محدودًا.[24]

### سفن الشباك السينية

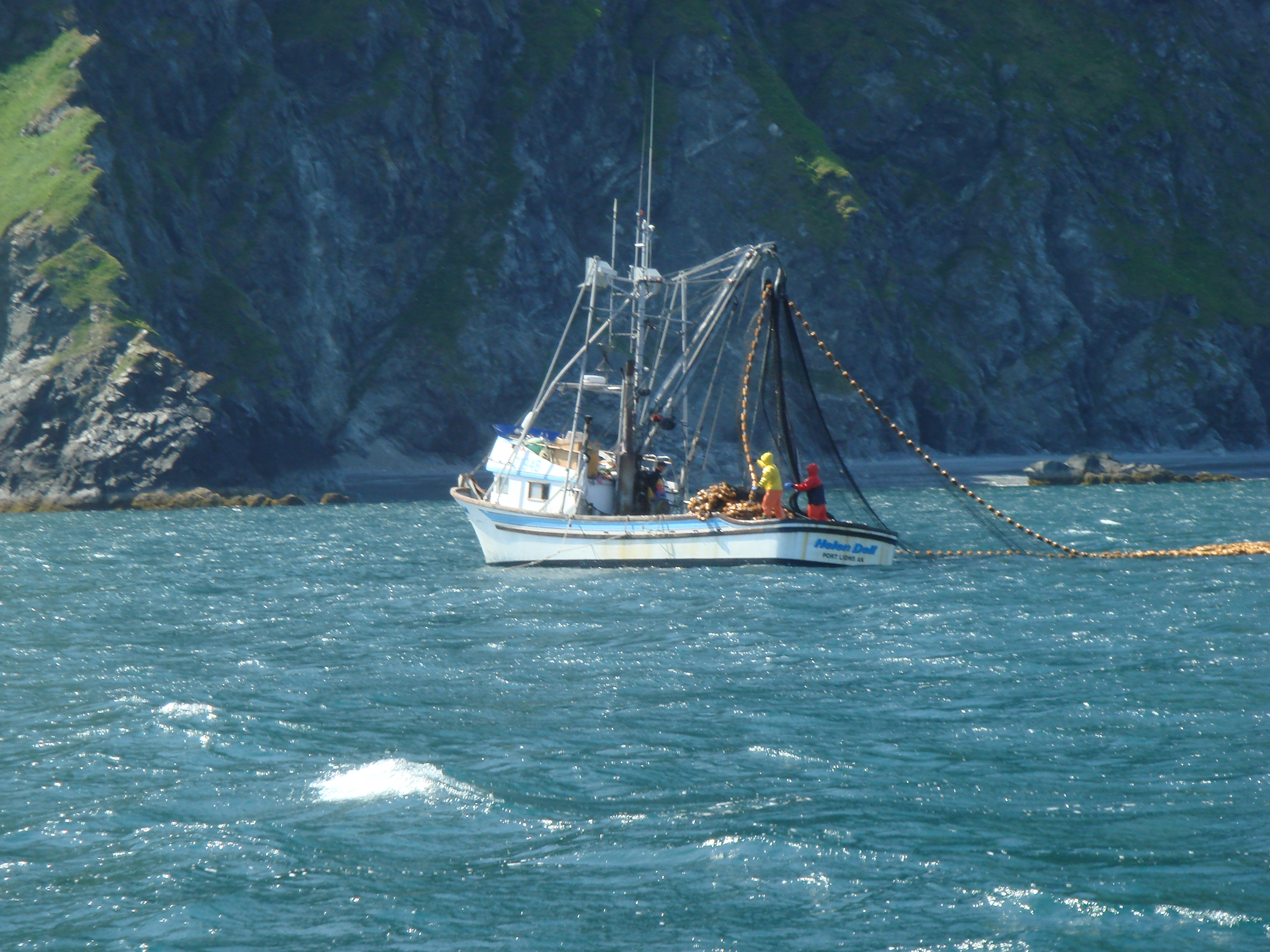
سفينة شباك سينية لصيد أسماك السلمون في أعماق ساحل جزيرة راسبيري (ألاسكا) في يوليو 2009.

سفن الشباك السينية تستخدم شباك تحويط وشباك سينية. وهذا النوع من السفن عبارة عن مجموعة كبيرة تتراوح من المراكب المكشوفة الصغيرة التي يبلغ طولها 10 أمتار فقط إلى السفن التي تبحر في المحيطات. وتوجد أيضًا معدات صيد متخصصة يمكنها استهداف أنواع الأسماك المغمورة.
- سفن الشباك البيرسينية (Purse seiners) - فعالة جدًا في استهداف الأسماك البحرية المتجمعة بالقرب من سطح الماء. وتحيط سفينة الشباك السينية بسرب السمك بواسطة ستار عميق من الشباك، وربما تستخدم داسر مقدمة السفينة للتمتع بقدرة أفضل على المناورة. ومن ثم، يتم إطباق (إغلاق) قاع الشبكة تحت سرب الأسماك عن طريق شد سلك يتم تشغيله من السفينة من خلال حلقات موجودة على طول أسفل الشبكة ثم يعود إلى السفينة. ويعتبر أهم جزء في عملية الصيد هو البحث عن أسراب الأسماك وتقدير حجمها وجهة تحركها. ويمكن استخدام إلكترونيات متطورة، مثل أجهزة قياس الأعماق والسونار وأجهزة رسم المسار للبحث عن أسراب السمك وتتبعها وتقدير حجمها وحركتها والبقاء على دراية بالسرب بينما يكون محاطًا بالشبكة السينية. وقد تتم إقامة منصات مراقبة على الصواري لمزيد من الدعم البصري أثناء الصيد. ويمكن أن تحتوي السفن الكبيرة على أبراج ومهابط للمروحيات. وتُستخدم المروحيات وطائرات الاستكشاف للكشف عن أسراب الأسماك. وأنواع سفن الشباك البيرسينية الأساسية هي سفن الشباك السينية الأمريكية (American seiners) وسفن الشباك السينية الأوروبية (European seiners) وسفن الشباك السينية الدوارة (Drum seiners).[27]

- سفن الشباك السينية الأمريكية - تتميز بوجود برج القيادة ومكان المبيت في المقدمة وسطح العمل في المؤخرة. وتعتبر سفن الشباك السينية الأمريكية أكثر انتشارًا في سواحل أمريكا الشمالية ومناطق أخرى في أوقيانوسيا. ويتم تخزين الشبكة في مؤخرة السفينة وإنزالها في الماء من المؤخرة أيضًا. وغالبًا ما يتم توصيل الرافعة الآلية بذراع تطويل من صارية موجودة خلف البنية الفوقية للسفينة. وتستخدم سفن الشباك السينية الأمريكية بكرات ثلاثية. وتوجد رافعة حبل الشبكة الكيسية وسط السفينة بالقرب من محطة السحب القريبة من الجانب حيث يتم سحب الحلقات على متن السفينة.

- سفن الشباك السينية الأوروبية - تتميز بوجود برج المراقبة ومكان المبيت أقرب إلى مؤخرة السفينة وسطح العمل في الوسط. وتعتبر سفن الشباك السينية الأوروبية أكثر انتشارًا في المياه التي تصطاد منها الأمم الأوروبية. ويتم تخزين الشبكة في صندوق شبكة الصيد في مؤخرة السفينة ويتم سحبها على المؤخرة من هذا الموضع. وعادةً ما يتم وضع رافعة الشبكة الكيسية في الجزء الأمامي من سطح العمل على السفينة.

- سفن الشباك السينية الدوارة - تتميز بنفس تصميم سفن الشباك السينية الأمريكية باستثناء أنه مثبت في مؤخرتها أسطوانة يتم استخدامها بدلاً من الرافعة الآلية. ويُستخدم هذا النوع من السفن بشكل أساسي في كندا والولايات المتحدة الأمريكية.

- سفن الشباك البيرسينية لصيد التونة - عبارة عن سفن شباك بيرسينية كبيرة، عادةً أكثر من 45 مترًا ومجهزة لاستخدام شباك بيرسينية كبيرة وثقيلة لصيد أسماك التونة. وتحتوي على نفس التجهيزات العامة المتوفرة في سفينة الشباك السينية الأمريكية مع برج القيادة ومكان المبيت في المقدمة. وتوجد منصة المراقبة أو برج مراقبة أسماك التونة على قمة الصاري، كما أنها مزودة بأجهزة التحكم والمناورة. بالإضافة إلى تركيب ذراع تطويل ثقيل للغاية في الصاري لحمل الرافعة الآلية. وغالبًا ما تحمل هذه السفن على متنها مروحية للبحث عن أسراب التونة. ويوجد على سطح السفينة رافعات شباك الجر البيرسينية الدوارة ورافعة آلية، بالإضافة إلى رافعات أخرى مخصصة للتعامل مع ذراع التطويل الثقيل والشبكة. وعادةً ما يكون على متنها زورق.

- سفن الشباك السينية (Seine netters) - الأنواع الرئيسية هي سفن الشباك السينية ذات المرساة (Anchor seiners) وسفن الشباك السينية الاسكتلندية (Scottish seiners) في شمال أوروبا وسفن الشباك السينية الآسيوية (Asian seiners) في آسيا.[32]

- سفن الشباك السينية ذات المرساة - توجد غرفة القيادة ومكان المبيت في المقدمة وسطح العمل في وسط السفينة، ومن ثم فإنها تشبه سفن الترولة الجانبية. ويتم تخزين الشبكة السينية ونشرها في الماء من مؤخرة السفينة، وربما تحمل على متنها رافعة آلية. ويكون الأنبوب الحلزوني والرافعة مثبتين بالعرض في وسط السفينة.

- سفن الشباك السينية الاسكتلندية - مصممة بشكل أساسي مثل سفن الشباك السينية ذات المرساة. ويتمثل الاختلاف الوحيد في أنه، في حين أن الأنبوب الحلزوني والرافعة مثبتتان بالعرض في وسط سفينة الشباك السينية ذات المرساة، فإنهما مثبتتان بالعرض في الجزء الأمامي من سفينة الشباك السينية الاسكتلندية.

- سفن الشباك السينية الآسيوية - عادةً ما تكون غرفة القيادة في سفينة الشباك السينية في آسيا في المقدمة وسطح العمل في المؤخرة، كما هو الحال في مركب الترولة الخلفية. ومع ذلك، ففي المناطق التي تتطلب فيها أعمال الصيد الكثير من الأيدي العاملة وطريقة العمل ذات التكنولوجيا المنخفضة، فإن هذه السفن غالبًا ما تكون مكشوفة وربما يتم تشغيلها بواسطة محركات خارجية أو حتى بالشراع.

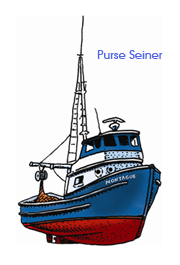
سفينة شباك بيرسينية
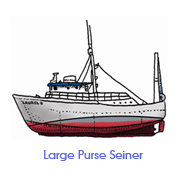
سفينة شباك بيرسينية كبيرة
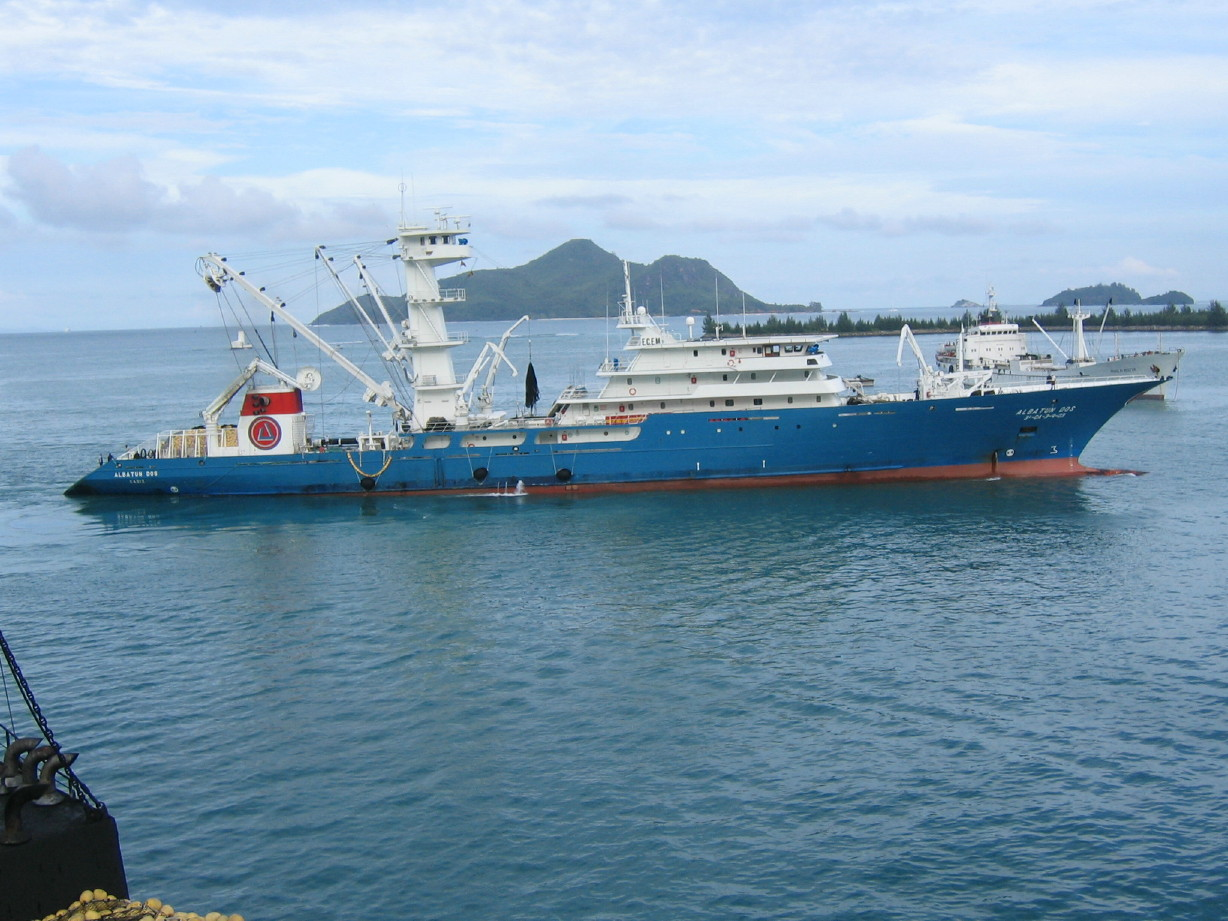
سفينة الشباك البيرسينية الأسبانية لصيد التونة، ألباتون دوس، بالقرب من فيكتوريا، سيشيل

### سفن الخيوط الصنارية
سفن الخيوط الصنارية -
- سفن الصيد بالخيوط الصنارية الطويلة (Longliners) - تستخدم واحدًا أو أكثر من خيوط الصيد الثقيلة والطويلة مع مجموعة مكونة من مئات أو حتى آلاف الخطاطيف المُطعّمة التي تتدلى من الخيط الرئيسي عبر خيوط فرعية تسمى "snoods". ويمكن استخدام الخيوط الصنارية الطويلة التي تعمل يدويًا من المراكب من أي حجم. ويعتمد عدد الخطاطيف والخيوط الصنارية المستخدمة على حجم السفينة وعدد أفراد الطاقم ومستوى التجهيز بمعدات آلية. ويمكن تصميم سفن الصيد بالخيوط الصنارية الطويلة كبيرة الحجم والمبنية لغرض صيد نوع واحد فقط من مصايد الأسماك، مثل أسماك التونة. وعلى متن هذه السفن الأكبر حجمًا، عادةً ما يكون برج المراقبة في المقدمة ويتم سحب معدات الصيد من المقدمة أو الجانب بمعدات سحب الخيوط الصنارية الآلية أو الهيدروليكية. وتوضع الخيوط الصنارية في مؤخرة السفينة. كما تُستخدم أجهزة آلية أو شبه آلية لوضع الطُعم في الخطاطيف والإنزال في الماء وسحب الخيوط الصنارية. وتتضمن هذه الأجهزة بكرات الحاجز ومعدات سحب الخيوط الصنارية وفواصل الخطاف وأدوات تحرير الأسماك من الخطاطيف ومنظفات الخطاف ورفوف التخزين أو البراميل. ولتجنب الصيد العرضي للطيور البحرية، يتم استخدام قمع مثبت في الخارج لتوجيه الخيط من مكان التركيب في مؤخرة السفينة وحتى عمق متر أو مترين. وتستخدم سفن الصيد بالخيوط الصنارية الطويلة والتي تكون صغيرة الحجم معدات الصيد بشكل يدوي. ويتم تخزين الخيط في سلال أو أحواض، وربما تستخدم أسطوانة خيطية تعمل باليد.[33]

- سفن الصيد بالخيوط الصنارية الطويلة في القاع - 

- سفن الصيد بالخيوط الصنارية الطويلة في المياه المتوسطة العمق (Midwater longliners) - عادةً ما تكون سفنًا متوسطة الحجم تعمل على مستوى العالم والهدف من بنائها هو صيد الأسماك البحرية الكبيرة. وغالبًا ما تكون معدات سحب الخيوط الصنارية في مقدمة السفينة ناحية الميمنة، بينما يتم سحب الأسماك عبر بوابة في الحاجز. ويتم تركيب الخيوط الصنارية من مؤخرة السفينة؛ حيث توجد طاولة طُعم السمك ومجرى مائل. وتحتاج هذه السفن إلى الإبحار بسرعة مناسبة للوصول إلى مصايد الأسماك البعيدة، وقوة التحمل الكافية للقدرة على الصيد المتواصل، والتخزين المجمد الملائم، والآليات المناسبة لإنزال الخيوط الصنارية في الماء وسحبها بسرعة، والتخزين الملائم لمعدات ولوازم الصيد.

- سفن الصيد الثلاجة بالخيوط الصنارية الطويلة (Freezer longliners) - مزودة بجهاز تجميد. حيث يتم عزل المخازن وتبريدها. وتتميز بتنوع أحجامها من المتوسطة إلى الكبيرة وتتسم بنفس المميزات العامة لسفن الصيد بالخيوط الصنارية الطويلة الأخرى. جدير بالذكر أن معظم سفن الصيد بالخيوط الصنارية الطويلة التي تعمل في أعالي البحار هي سفن صيد ثلاجة.

- سفن الصيد بالخيوط الصنارية الطويلة المصنع (Factory longliners) - مجهزة عمومًا بمصنع معالجة، بما فيه أجهزة آلية لتنظيف الأسماك والتقطيع إلى شرائح ووسائل تجميد، بالإضافة إلى مصانع زيت السمك ومسحوق السمك وأحيانًا مصانع التعليب. وتتميز هذه السفن بسعة دارئة كبيرة. ولذا، يمكن تخزين الأسماك التي يتم اصطيادها في صهاريج مياه بحر مبردة، ويمكن أيضًا استخدام سمك الكراكي في الصيد. وتتسم سفن الصيد بالخيوط الصنارية الطويلة الثلاجة بأنها كبيرة الحجم وتعمل في أعالي البحار وتتضمن نفس المزايا العامة لسفن الصيد بالخيوط الصنارية الطويلة الأخرى.

- سفن الصيد بالخيوط الصنارية الطويلة المخصصة للأسماك الطازجة (Wet-fish longliners) - تحفظ الأسماك التي تم اصطيادها في المخزن في حالة طازجة/طرية. ويتم تخزين الأسماك في صناديق وتغطيتها بالثلج، أو تخزينها في الثلج في مخزن الأسماك. ويكون وقت الصيد في هذه السفن محدودًا، لذا فهي تعمل بالقرب من مكان الرسو.

- سفن الصيد بالصنارة والخيوط الصنارية - تستخدم أساسًا في صيد سمك التونة والتونة الوثابة. يقف الصيادون على حاجز السفينة أو على منصات خاصة ويصطادون بواسطة الصنانير وخيوط الصيد. وتحتوي خيوط الصيد على خطاطيف تكون مُطعّمة، ويفضل أن يكون الطُعم حي. ويتم تعليق أسماك التونة التي تم اصطيادها على متن السفينة بواسطة صيادين أو ثلاثة إذا كانت سمكة التونة كبيرة، أو بواسطة جهاز تعليق آلي. وعادةً ما تحرر أسماك التونة نفسها من الخطاف غير الشائك عندما ترتطم بسطح السفينة. وتوضع حاويات الطُعم الحي حول أسطح السفن، بينما تُستخدم أنظمة رش المياه لجذب الأسماك. ويتراوح الطول الإجمالي (o/a) لهذه السفن بين 15 إلى 45 مترًا. وفي السفن الأصغر حجمًا، يصطاد الصيادون السمك من السطح الرئيسي حول السفينة. أما بالنسبة للسفن الأكبر حجمًا، فإن هناك نمطين مختلفين من أنماط أسطح السفن: النمط الأمريكي والنمط الياباني.[39]

- النمط الأمريكي - يقف الصيادون على منصات مصفوفة على مؤخرة الجانب في وسط السفينة وحول المؤخرة. وتتحرك السفينة إلى الأمام أثناء عملية الصيد."Drawing". FAO. مؤرشف من الأصل في 2015-09-24.

- النمط الياباني - يقف الصيادون عند الحاجز في مقدمة السفينة. وتسير السفينة مع التيار أثناء عملية الصيد."Drawing". FAO. مؤرشف من الأصل في 2015-09-24.

- سفن الصيد بالتشخيط (Trollers) - تصطاد السمك عن طريق سحب خيط صيد مقطور أو أكثر على مؤخرة السفينة. وخيط الصيد المقطور هو خيط صيد يحتوي على خطاطيف مُطعّمة بطُعم صناعي أو طبيعي مقطور بواسطة سفينة بالقرب من سطح الماء أو لعمق محدد. ويمكن جر العديد من الخيوط في نفس الوقت باستخدام أذرع امتداد لمنع تشابك الخيوط. كما يمكن سحب هذه الخيوط يدويًا أو بواسطة رافعات صغيرة. وغالبًا ما توضع قطعة من المطاط في كل خيط لتعمل كممتص للصدمات. وتتحدد المسافة التي سيتم جر خيط الصيد المقطور عندها حسب أنواع الأسماك المستهدفة، من 2.3 عقدة حتى 7 عُقد على الأقل. وتتراوح سفن الصيد بالتشخيط من المراكب المكشوفة الصغيرة إلى السفن المبردة الكبيرة التي يبلغ طولها 30 مترًا. وفي العديد من المصايد الحرفية الاستوائية، تتم طريقة الصيد بالتشخيط بواسطة زوارق شراعية ذات أذرع امتداد للحفاظ على التوازن. وباستخدام السفن المصممة بالشكل المناسب، يعتبر الصيد بالتشخيط طريقة اقتصادية وفعالة لصيد أسماك التونة والماكريل وغيرها من الأسماك البحرية التي تسبح بالقرب من سطح الماء. وعادةً ما تكون سفن الصيد بالتشخيط المبنية لغرض محدد مزودة بذراعي صيد بالصنارة أو أربعة يتم التحكم في رفعها أو تنزيلها بواسطة رافعات فوقية، كما يتم تثبيتها في مكانها بشدادات قابلة للتعديل. ويمكن استخدام ماكينات بكرة هيدروليكية أو مزودة بالكهرباء لسحب خيوط الصيد.[40]

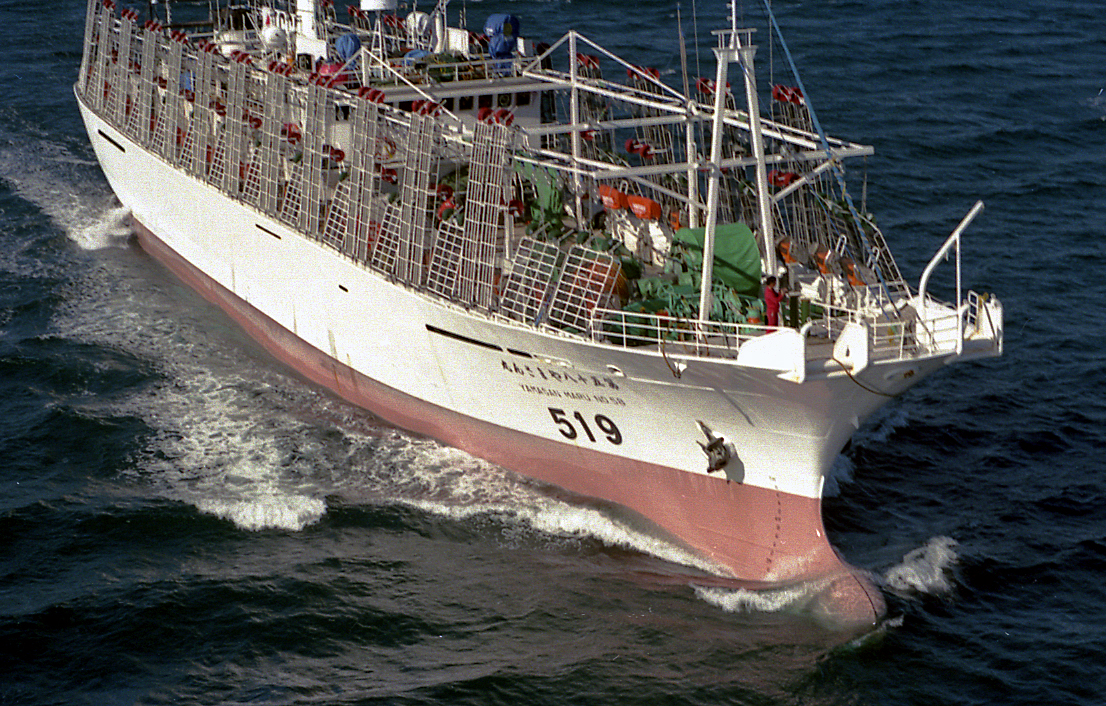
سفينة يابانية لصيد الحبار بطريقة الجيجنج في مضيق كوك

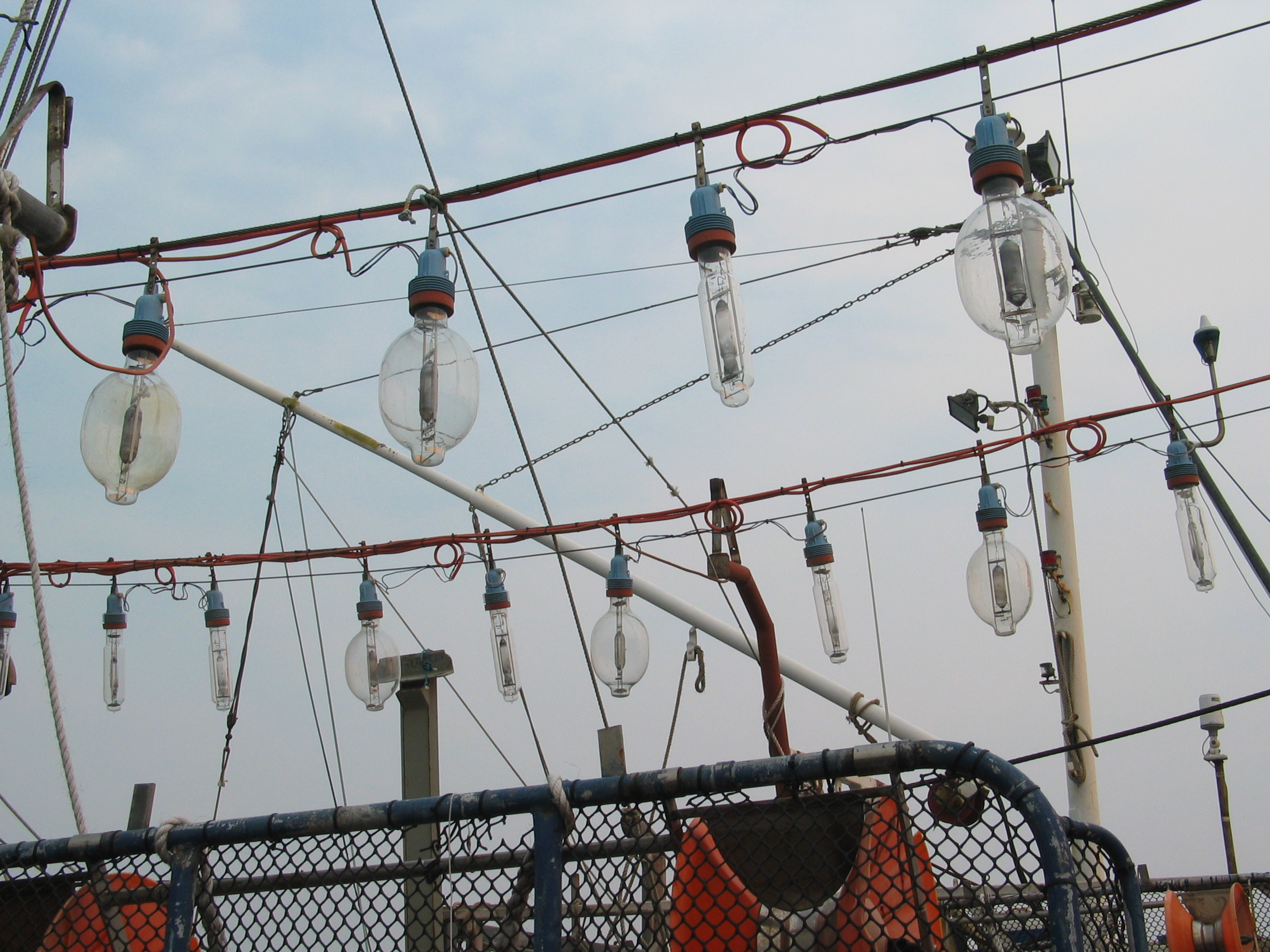
مصابيح كهربائية في سفينة لصيد الحبار بطريقة الجيجنج،
مدخل البحيرات أستراليا

- سفن الصيد بطريقة الجيجنج (Jiggers) - يوجد نوعان من هذه السفن: سفن الصيد بطريقة الجيجنج المخصصة لصيد الحبار والتي تعمل غالبًا في نصف الكرة الجنوبي والسفن الأصغر حجمًا التي تستخدم أساليب الجيجنج في نصف الكرة الشمالي المستخدمة أساسًا في صيد أسماك القد.[41]

- سفن صيد الحبار بطريقة الجيجنج - تحتوي على رافعات دوارة مفردة أو مزدوجة للصيد بطريقة الجيجنج والتي تكون مرصوصة على طول الحواجز حول السفينة. ويتم استخدام مصابيح قوية، تصل الطاقة الكهربائية لكل مصباح 5000 وات، لجذب الحبار. وتوضع المصابيح على مسافة 50-60 سنتيمتر بين كل مصباح، إما في صف واحد في وسط السفينة أو صفين بحيث يوضع واحد في كل جانب. وبعدما يتم اصطياد الحبار، يُنقل بواسطة المجرى المائل إلى مصنع المعالجة في السفينة. ويمكن تنفيذ حركة الجيجنج آليًا من خلال شكل الأسطوانة أو كهربائيًا عن طريق تعديل محرك الرافعة. وكثيرًا ما تُستخدم سفن صيد الحبار بطريقة الجيجنج في النهار كسفن ترولة للمياه المتوسطة العمق وفي الليل كسفن للصيد بطريقة الجيجنج.

- سفن صيد سمك القدّ بطريقة الجيجنج - تستخدم ماكينات الصيد بطريقة الجيجنج المفردة ولا تستخدم الأضواء لجذب الأسماك. ويتم جذب السمك بحركة الجيجنج والطُعم الصناعي.

### أنواع السفن الأخرى
- السفن الجرافة (Dredgers) - تستخدم جرافة لجمع الرخويات من قاع البحر. ،توجد ثلاثة أنواع من الجرافات: (أ) الجرافة التي يمكن سحبها عبر قاع البحر بحيث تجرف المحار من القاع. ويتم سحب هذه الجرافات بطريقة شبيهة بمراكب الترولة ذوات الدعامات الخشبية، وتستطيع السفن الجرافة الكبيرة تشغيل ثلاث جرافات أو أكثر على كل جانب. (ب) وحدات التجريف الآلية الثقيلة التي تعمل بواسطة كتيفة خاصة من مقدمة السفينة. (ج) تستعين السفينة الجرافة بجرافة هيدروليكية تستخدم مضخة ماء قوية في تشغيل رشاشات الماء التي تدفع الرخويات من القاع. ولا توجد تجهيزات معيارية على سطح السفن الجرافة، كما يمكن أن يكون برج المراقبة ومكان المبيت في مقدمة أو مؤخرة السفينة. بالإضافة إلى إمكانية تركيب الأوناش والرافعات لتنزيل ورفع الجرافة. وتُستخدم أجهزة قياس الأعماق لتحديد الأعماق.[42]

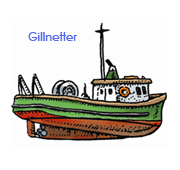

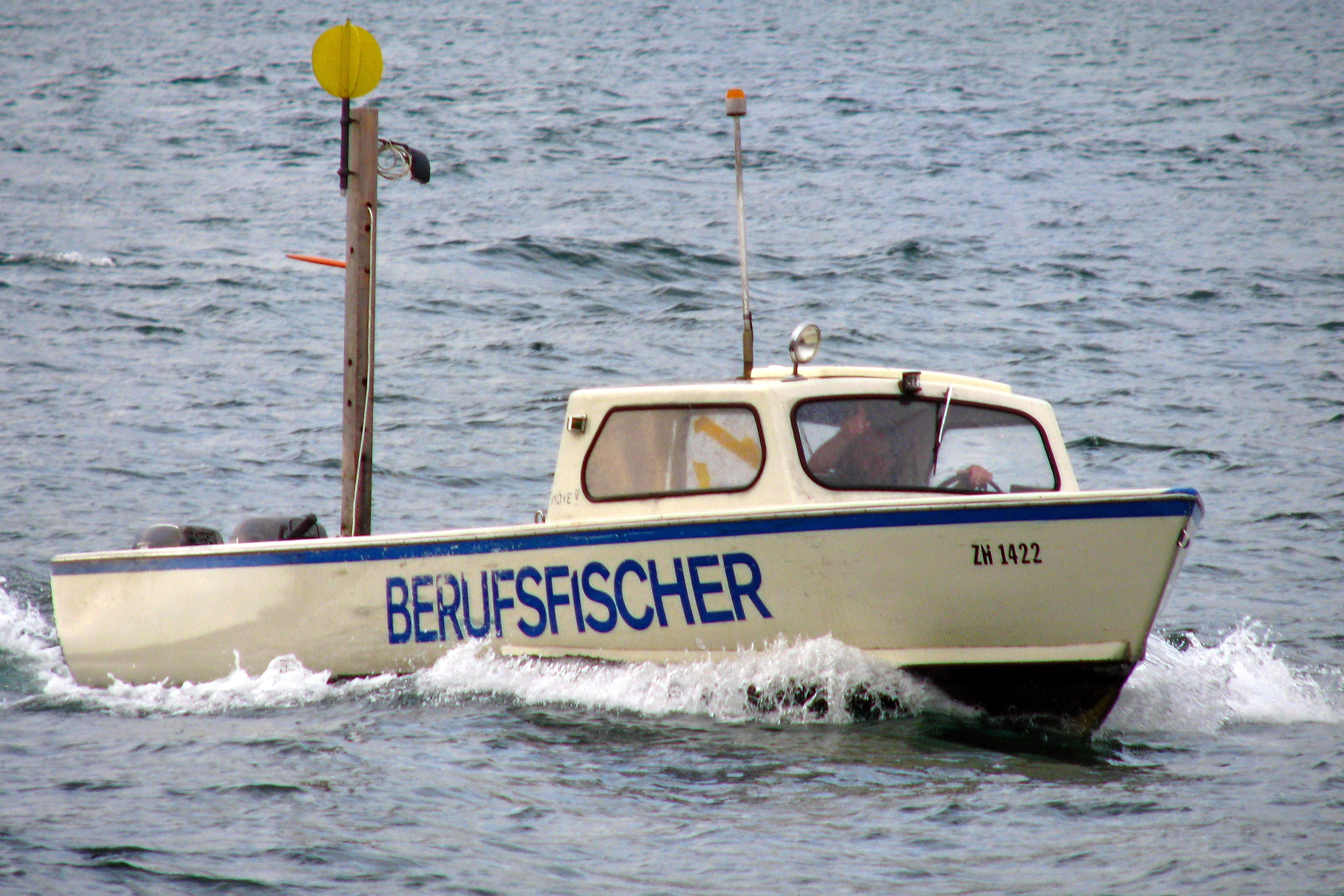
سفينة شباك خيشومية في بحيرة زيورخ (سويسرا)

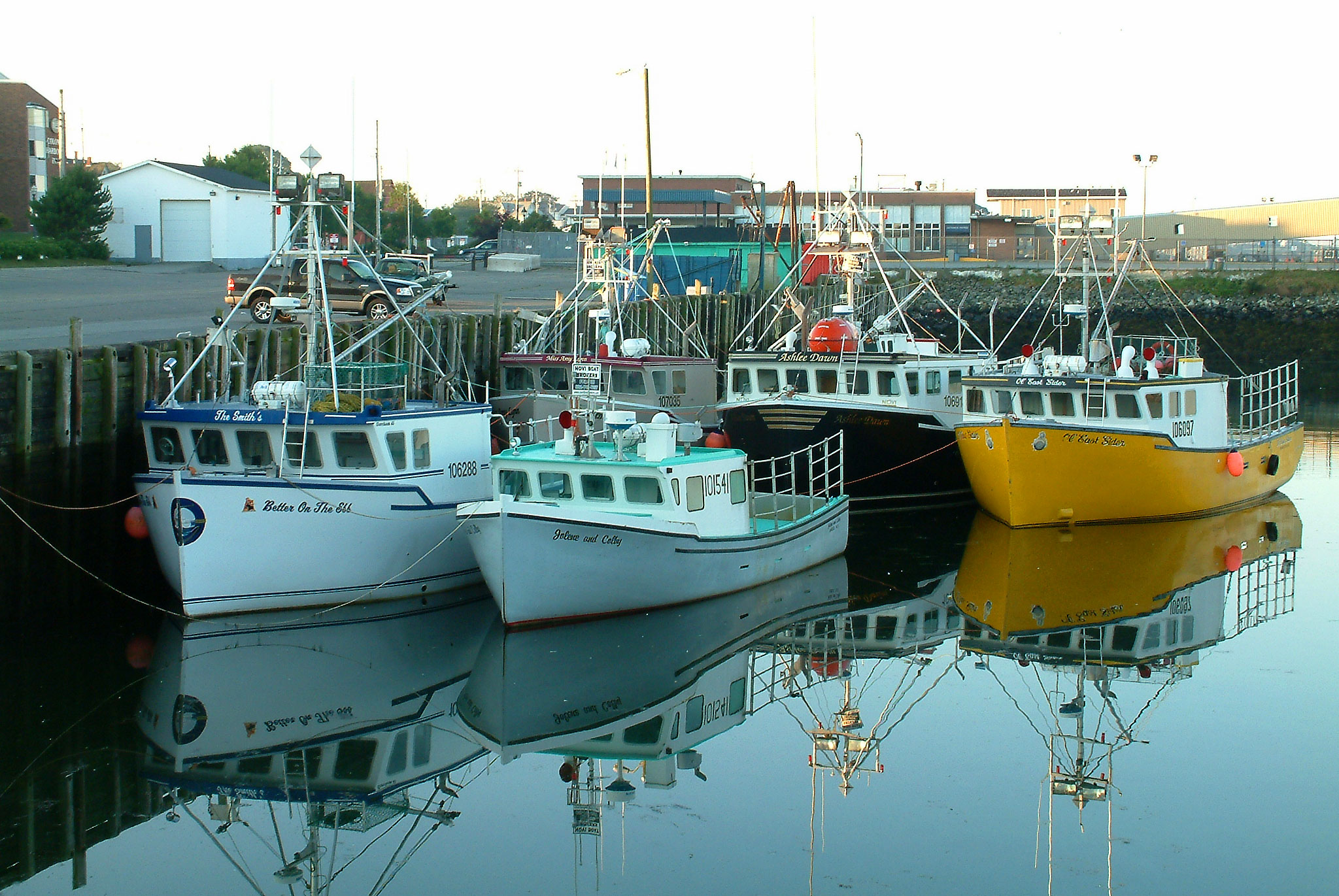
سفن صيد جراد البحر في يرموث، نوفا سكوشا

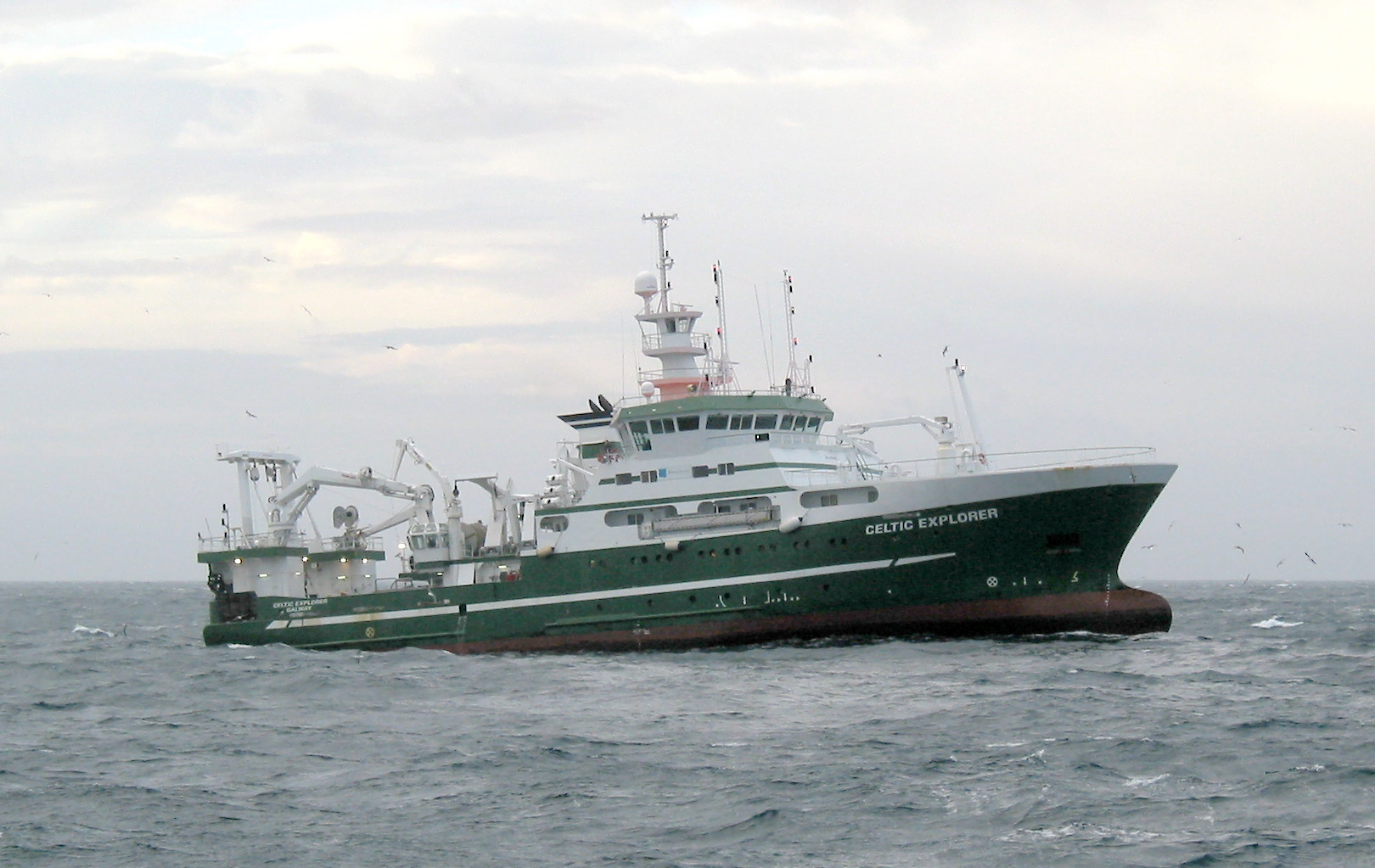
سفينة البحوث المتعلقة بالموارد السمكية RV Celtic Explorer في خليج غالواي، أيرلندا.

- سفن الشباك الخيشومية (Gillnetters) - في المياه الداخلية وقرب الشاطئ، يمكن الصيد بـ الشباك الخيشومية من المراكب المكشوفة والزوارق. وفي المياه الساحلية، تستخدمها السفن الصغيرة ذوات السطوح التي يمكن أن تكون غرفة القيادة بها في المقدمة أو المؤخرة. ففي المياه الساحلية، كثيرًا ما يتم استخدام الصيد بالشباك الخيشومية كطريقة صيد ثانية بواسطة مراكب الترولة أو مراكب الترولة ذوات الدعامات الخشبية، ويعتمد ذلك على مواسم الصيد والأنواع المستهدفة. وبالنسبة للصيد في المناطق المغمورة أو الصيد في أعالي البحار، فإن السفن متوسطة الحجم التي تستخدم الشباك الخيشومية الجرافة تسمى مراكب الشباك العائمة وعادةً ما يكون برج المراقبة في مقدمة السفينة. ويتم إلقاء الشباك في المياه وسحبها باليد في المراكب الصغيرة المكشوفة. وتستخدم المراكب الأكبر حجمًا معدات سحب الشبكة الهيدروليكية وأحيانًا الآلية أو أسطوانات تجميع الشباك. ويمكن تزويد هذه السفن بجهاز قياس الأعماق، بالرغم من أن تحديد مكان السمك مسألة تتعلق بالخبرة الشخصية للصيادين بمصايد الأسماك ولا تعتمد على جهاز خاص للكشف عن الأسماك.[43]

- سفن الشباك الثابتة (Set netters) - تستخدم أيضًا شباكًا خيشومية. ومع ذلك، ففي أثناء عمليات الصيد لا تكون السفينة مرتبطة بالشباك. ويتباين حجم السفن من المراكب المكشوفة إلى سفن الشباك العائمة الكبيرة المتخصصة التي تعمل في أعالي البحار. تقع غرفة القيادة في المؤخرة ويُستخدم سطح السفينة الأمامي لاستعمال معدات الصيد. والطبيعي أن تكون الشباك مثبتة في المؤخرة عن طريق الانطلاق إلى الأمام بأقصى سرعة. ويتم سحب الشباك من الجانب في الجزء الأمامي من سطح السفينة، والذي يكون عادةً باستخدام معدات سحب الشباك التي تعمل بالطاقة الهيدروليكية. وتتم تعبئة الأسماك الطازجة في حاويات مبردة بالثلج. ويمكن أن تجمد السفن الأكبر حجمًا السمك الذي تم اصطياده.

- سفن شباك الرفع (Lift netters) - مجهزة لتشغيل شباك الرفع التي تكون معلقة في جانب السفينة ويتم رفعها وتنزيلها بواسطة أذرع امتداد. ويتراوح حجم سفن شباك الرفع من المراكب المكشوفة التي يبلغ طولها حوالي 10 أمتار إلى السفن الأكبر حجمًا ذات القدرة على الصيد في عرض المحيط. وعادةً ما تحتوي السفن ذوات السطوح على برج مراقبة وسط السفينة. وغالبًا ما تكون السفن الأكبر حجمًا مجهزة برافعات وأوناش للإمساك بخيوط الرفع، بالإضافة إلى أذرع امتداد وأذرع إضاءة. ويمكن تزويدها بمصابيح قوية لجذب السمك وتجميعه عند السطح. وتكون المراكب المكشوفة غير آلية أو تستخدم رافعات تعمل باليد. ويتم استخدام معدات إلكترونية، مثل أجهزة كشف الأسماك والسونار وأجهزة قياس الأعماق بشكل موسع في السفن الأكبر حجمًا.[45]
- سفن الصيد بالفخاخ (Trap setters) - تُستخدم لنصب السلال أو الفخاخ لصيد الأسماك وسرطان البحر وجراد البحر وسرطان النهر وغيرها من الكائنات البحرية المشابهة. وتتباين هذه السفن من حيث الحجم من المراكب المكشوفة التي تعمل قرب الشاطئ إلى السفن ذوات السطوح الأكبر حجمًا، يبلغ طولها 20 إلى 50 مترًا وتعمل عند حافة الجرف القاري. وتوجد غرفة القيادة في سفن الصيد بالفخاخ ذوات السطوح الصغيرة إما في المقدمة أو المؤخرة مع مخزن الأسماك في وسط السفينة. وتستخدم معدات هيدروليكية أو آلية لسحب السلال. أما السفن الأكبر حجمًا، فإن غرفة القيادة تكون في المقدمة، كما أنها مجهزة بأوناش أو مرابط مرساة أو روافع لسحب السلال على متن السفينة. وكثيرًا ما تكون مسألة تحديد مكان السمك متعلقة بالخبرة الشخصية للصيادين بمصايد الأسماك وليست متعلقة باستخدام جهاز خاص للكشف عن الأسماك. بالإضافة إلى أنه غالبًا ما تكون السفن ذوات السطوح مزودة بجهاز قياس الأعماق، وربما تكون السفن الكبيرة مزودة بجهاز لوران أو أجهزة تحديد المواقع الجغرافية (GPS).[46]
- سفن الصيد بخيوط اليد (Handliners) - تكون عادةً سفنًا مكشوفة مستخدمة في الصيد بخيوط اليد (الصيد باستخدام خيط وخطاف). وتشمل سفن الصيد بخيوط اليد الزوارق وغيرها من السفن متوسطة أو صغيرة الحجم. ويقل الطول الإجمالي لسفن الصيد بخيوط اليد التقليدية عن 12 مترًا ولا تتضمن استخدام معدات صيد خاصة ولا توجد بها رافعة أو أداة خيط. وتُترك مسألة تحديد مكان السمك للخبرة الشخصية للصيادين بمصايد الأسماك وليس لاستخدام جهاز خاص للكشف عن الأسماك. وتستطيع سفن الصيد بخيوط اليد غير التقليدية تثبيت الخيوط وسحبها باستخدام ماكينات البكرة التي تعمل بالكهرباء أو الطاقة الهيدروليكية. وعادةً ما تكون هذه الماكينات الآلية مربوطة في الشفير أو مثبتة في دعامات بالقرب من الشفير أو معلقة فيه. وتعمل هذه السفن في جميع أرجاء العالم، بعضها في المياه الضحلة، وبعضها يصطاد على عمق يصل إلى 300 متر. ولا توجد تجهيزات معيارية على سطح سفن الصيد بخيوط اليد.[47]
- السفن متعددة الأغراض (multipurpose vessels) - عبارة عن سفن مصممة بحيث يمكنها استخدام أكثر من نوع من معدات الصيد دون الحاجة إلى إجراء تعديلات كبيرة عليها. بالإضافة إلى أنه يتم تغيير جهاز الكشف عن الأسماك الموجود على متن السفينة حسب معدات الصيد المستخدمة.[48]

- سفن الترولة/الشباك البيرسينية - مصممة بحيث يمكن استخدام المعدات والتجهيزات على سطح السفينة، بما فيها رافعة مركبة مناسبة، في طريقتي الصيد. ويلزم ترتيب البكرات وألواح القاعدة وكتيفة الجر ومرابط الشباك البيرسينية بحيث يمكن التحكم في حبال الجر وخيوط الشباك البيرسينية بطريقة تؤدي إلى تقليل الوقت المطلوب للتغيير من طريقة صيد إلى أخرى. وتتضمن معدات اكتشاف الأسماك التقليدية السونار وجهاز قياس الأعماق. وعادةً ما يتم تصميم هذه السفن مثل مراكب الترولة؛ حيث إن متطلبات الطاقة الخاصة بشباك الجر أعلى.

- سفينة البحوث - سفينة البحوث المتعلقة بمصايد الأسماك (FRV) تتطلب تزويدها بمنصات قادرة على سحب أنواع مختلفة من شباك الصيد وجمع العوالق أو عينات الماء من أعماق مختلفة وحمل الجهاز الصوتي للكشف عن الأسماك. وغالبًا ما يتم تصميم سفن البحوث المتعلقة بمصايد الأسماك وصناعتها بنفس مقاييس مراكب الصيد الكبيرة، ولكن تخصص مساحة لـ لمختبرات وتخزين المعدات بدلاً من المساحة المخصصة لتخزين الأسماك. وأحد الأمثلة على سفن البحوث المتعلقة بمصايد الأسماك هي FRV سكوشا.

## سفن الصيد الحرفي

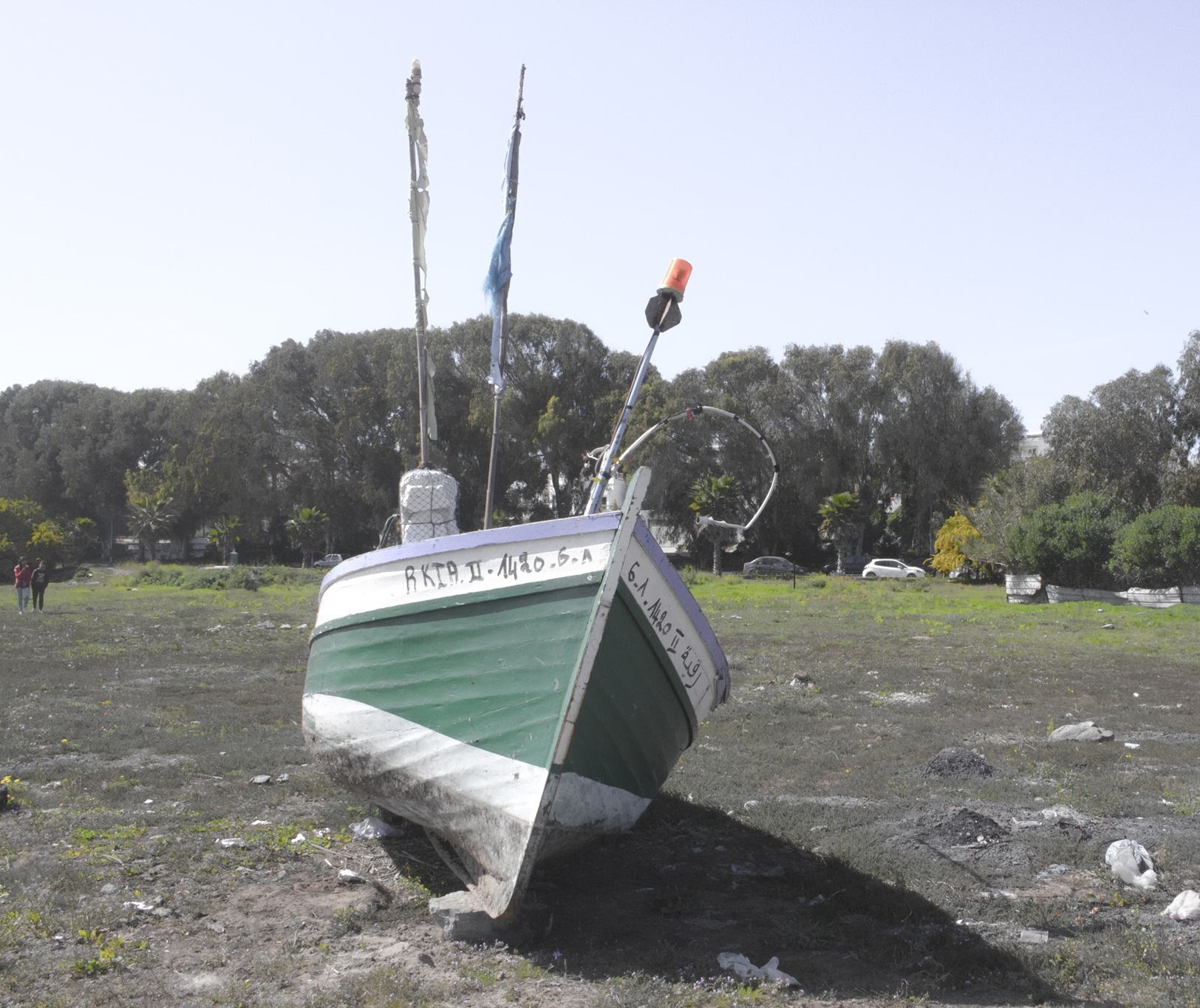
قارب صيد تقليدي من مصب واد بوزنيقة، المغرب

الصيد الحرفي مصطلح يستخدم لوصف ممارسات صيد الأسماك التجاري أو المعيشي. وينطبق المصطلح بشكل خاص على الجماعات العرقية الساحلية أو التي تعيش على الجزر والتي تستخدم طرق الصيد التقليدية والمراكب التقليدية. وقد ينطبق المصطلح أيضًا على الجماعات الوراثية المشتركة في ممارسات الصيد المعتادة.
وحسبما ذكرت الفاو، في نهاية عام 2004، تضمن أسطول صيد الأسماك في العالم 4 ملايين سفينة، من بينها 2.7 مليون مركب (مفتوحة) مكشوفة. في حين أن كافة السفن ذوات السطوح تقريبًا كانت آلية، وثلث مراكب الصيد المكشوفة فقط كانت مزودة بالطاقة والذي كانت عادةً محركات خارجية. بينما كانت المراكب الباقية البالغ عددها 1.8 مليون مركب عبارة عن مراكب تقليدية متعددة الأنواع تعمل بشراع ومجاديف.
ويحتمل أن تكون هذه الأعداد لسفن الصيد الصغيرة أقل من الأعداد الحقيقية. وقد قامت الفاو بتجميع هذه الأرقام في الغالب من سجلات وطنية. مع العلم أن هذه السجلات غالبًا ما تهمل المراكب الأصغر حجمًا حيث لا يكون تسجيل المركب مطلوبًا أو يتم منح تراخيص الصيد من قِبل سلطات محلية أو بلدية.

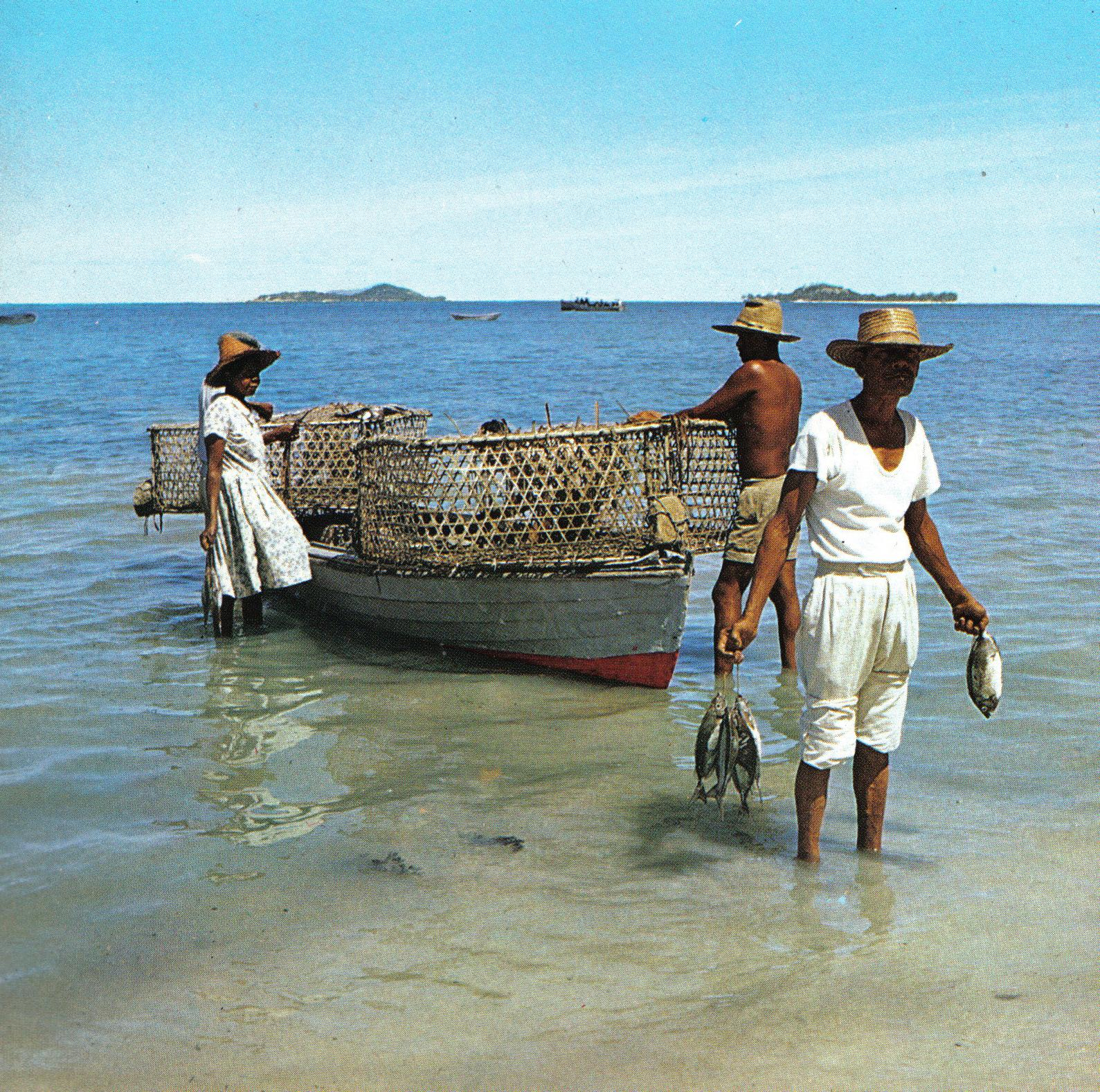
صياد يُنزل صيده في سيشيل.
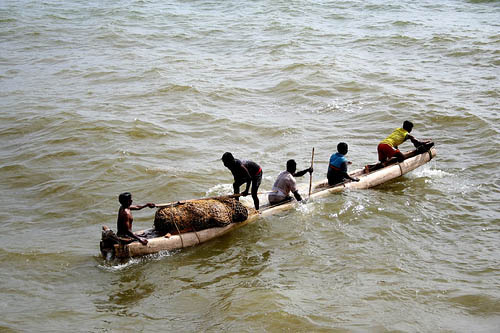
زورق صيد هندي من جذع شجرة مقسوم
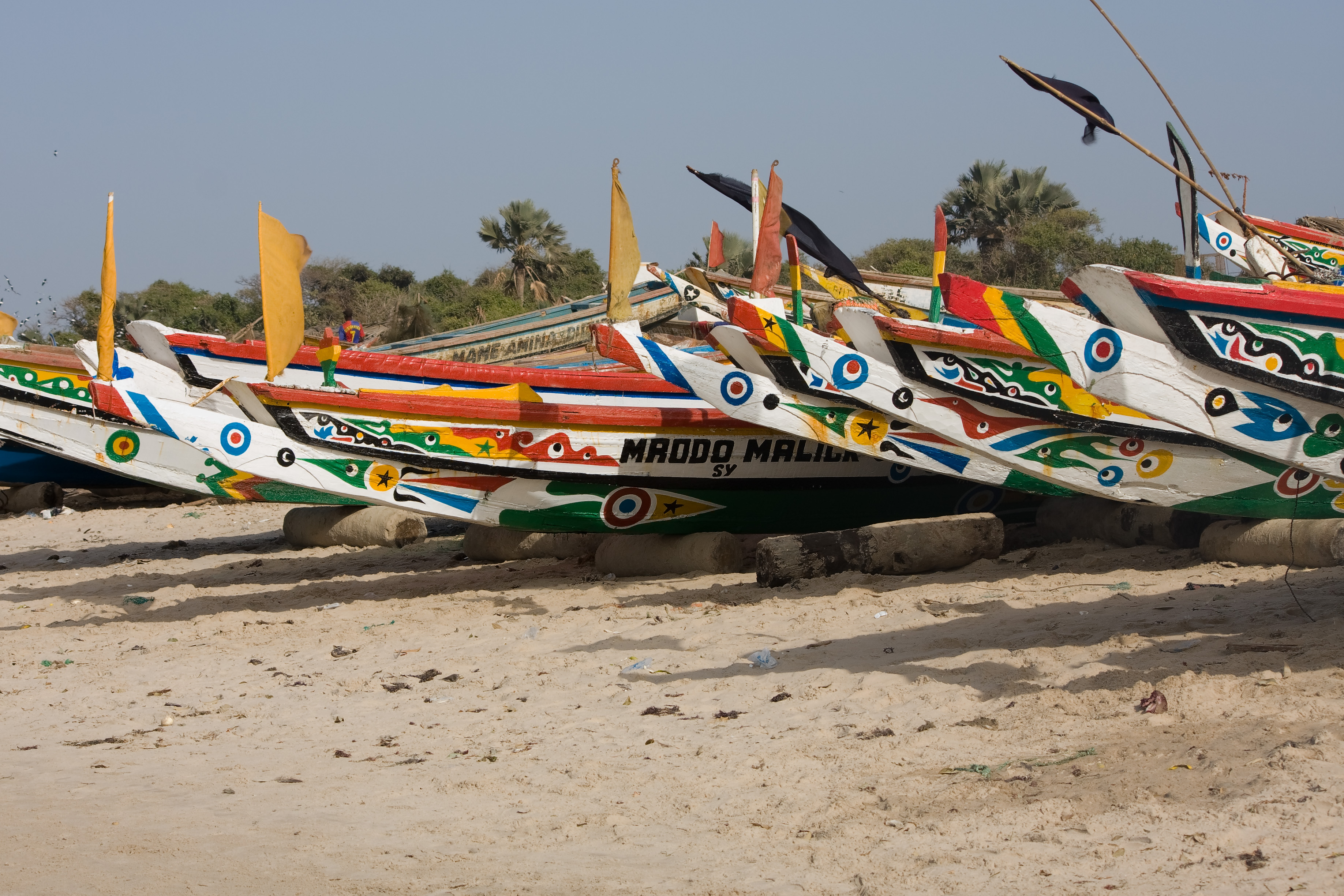
مراكب الصيد في غامبيا.
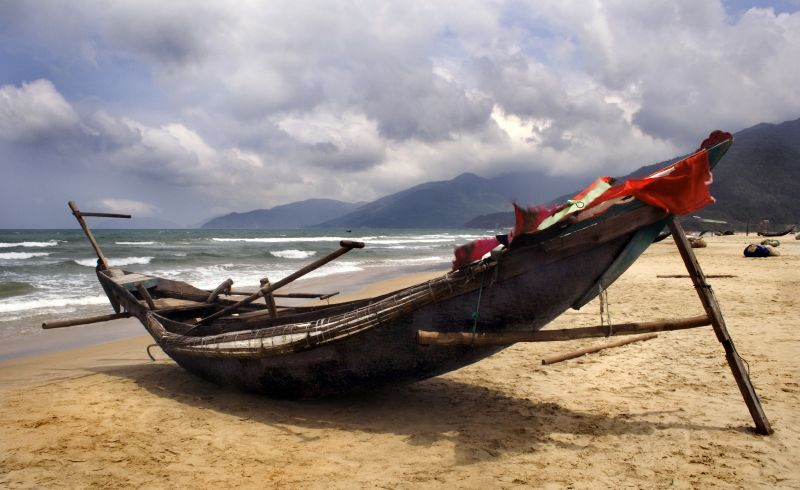
مركب الصيد الفيتنامي التقليدي
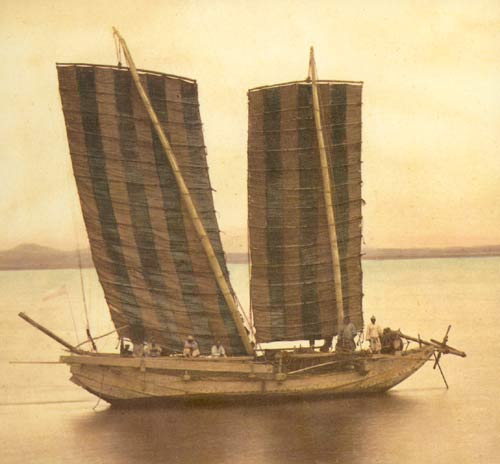
مركب صيد شراعي صيني، 1871

تكون مراكب الصيد الحرفي مراكب صيد تقليدية صغيرة عادةً، والمصممة بما يتناسب مع استخدامها في المياه أو السواحل الداخلية المحلية. وقد طورت العديد من الجهات حول العالم أنواع مراكب الصيد التقليدية الخاصة بها وآثرت استخدام مواد محلية مناسبة لصناعة المركب، وكذلك المتطلبات المحددة الخاصة بظروف مصايد الأسماك والبحر في منطقتها. وكثيرًا ما تكون مراكب الصيد الحرفي مفتوحة (مكشوفة). ويحتوي العديد منها على شراع، ولكنها لا تستخدم غالبًا الكثير أو أيًا من معدات الصيد الآلية أو الكهربائية. وما زالت العديد من مراكب الصيد الحرفي قيد الاستخدام، وخاصةً في الدول النامية ذات الخطوط الساحلية البحرية المنتجة الطويلة. على سبيل المثال، أبلغت إندونيسيا عن وجود ما يقرب من 700000 مركب صيد بها، 25 في المئة منها زوارق شجرية ونصفها مراكب تعمل بدون محركات. كما أبلغت الفلبين عن عدد مماثل من مراكب الصيد الصغيرة. هذا، مع العلم أن العديد من المراكب في هذه المنطقة هي مراكب مزدوجة أذرع الامتداد، وتتكون من هيكل رئيسي ضيق مربوط فيه ذراعا امتداد، والمعروفة باسم جوكونج في إندونيسيا وبانكا في الفلبين.

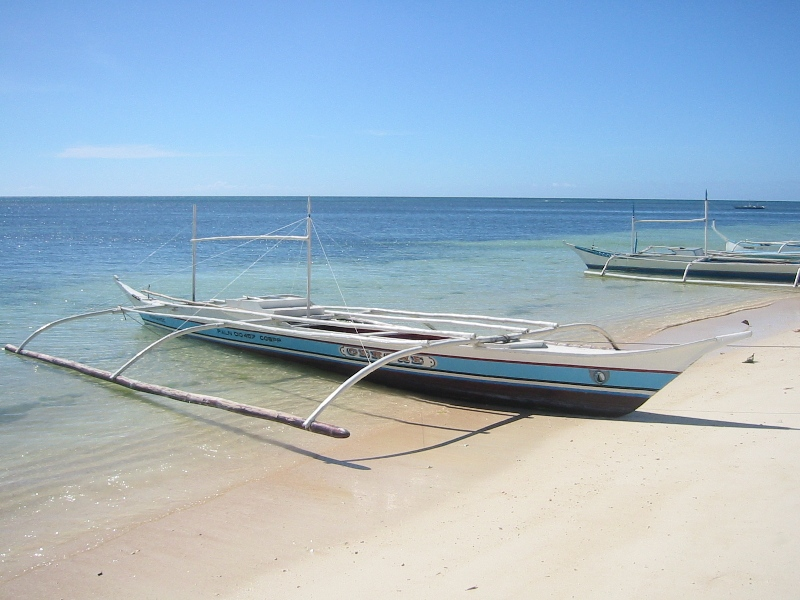
مركب جوكونج ذات أذرع امتداد مثبتة على شاطئ جزيرة ماناموك في الفلبين
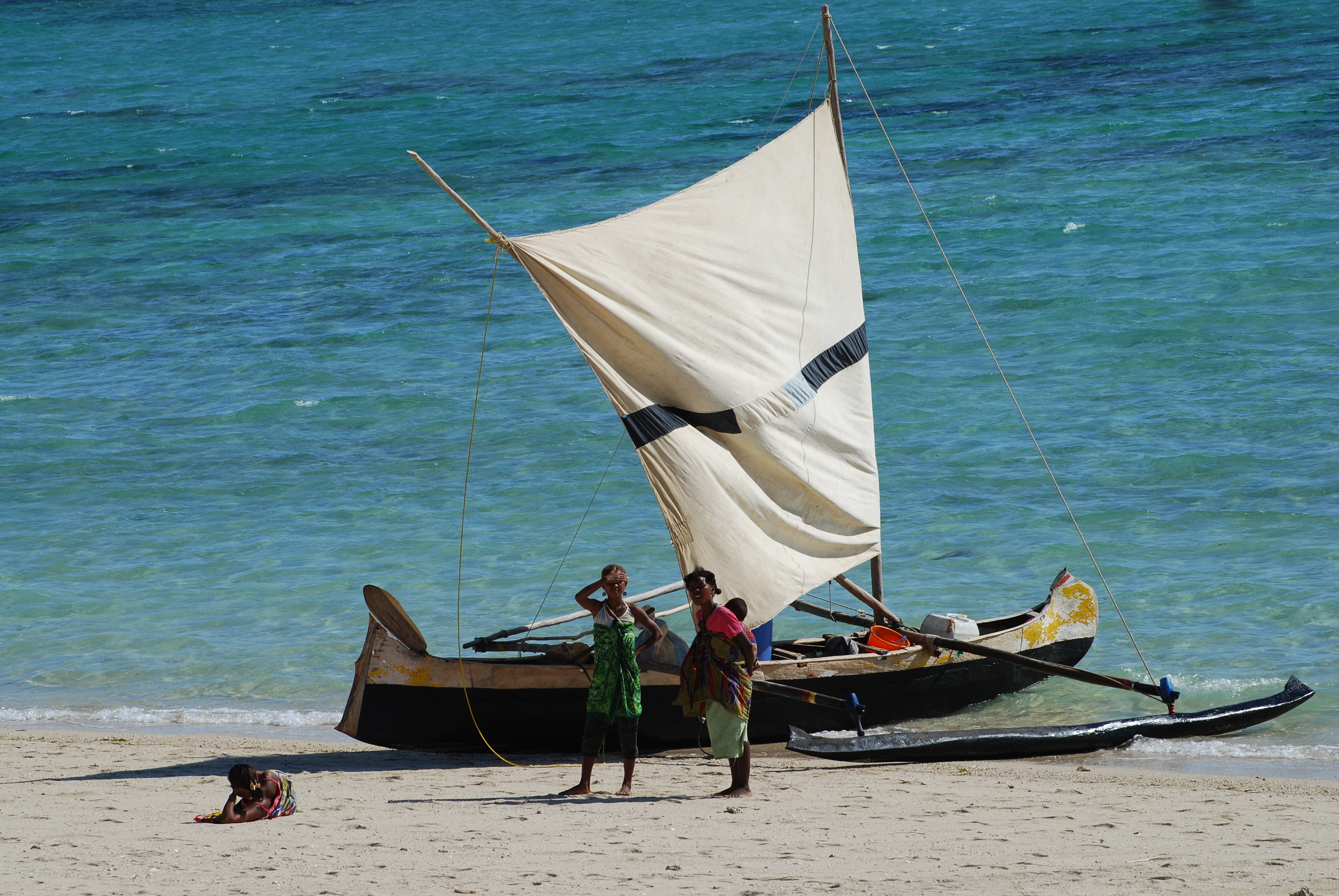
مركب الصيد التقليدي البيروغ ذات شراع من مدغشقر
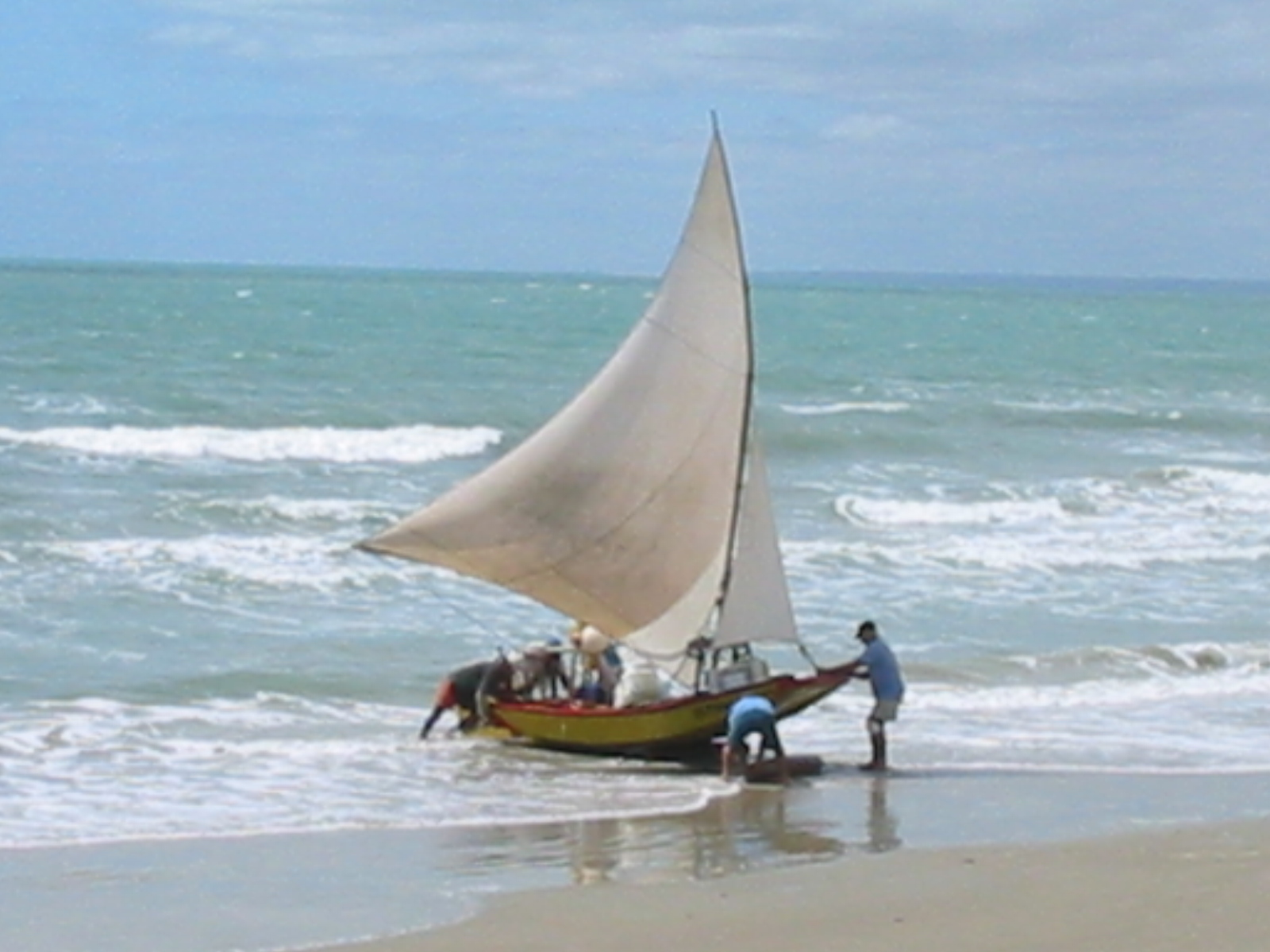
مركب جانجادا الأنيقة على شاطئ موسورو في البرازيل
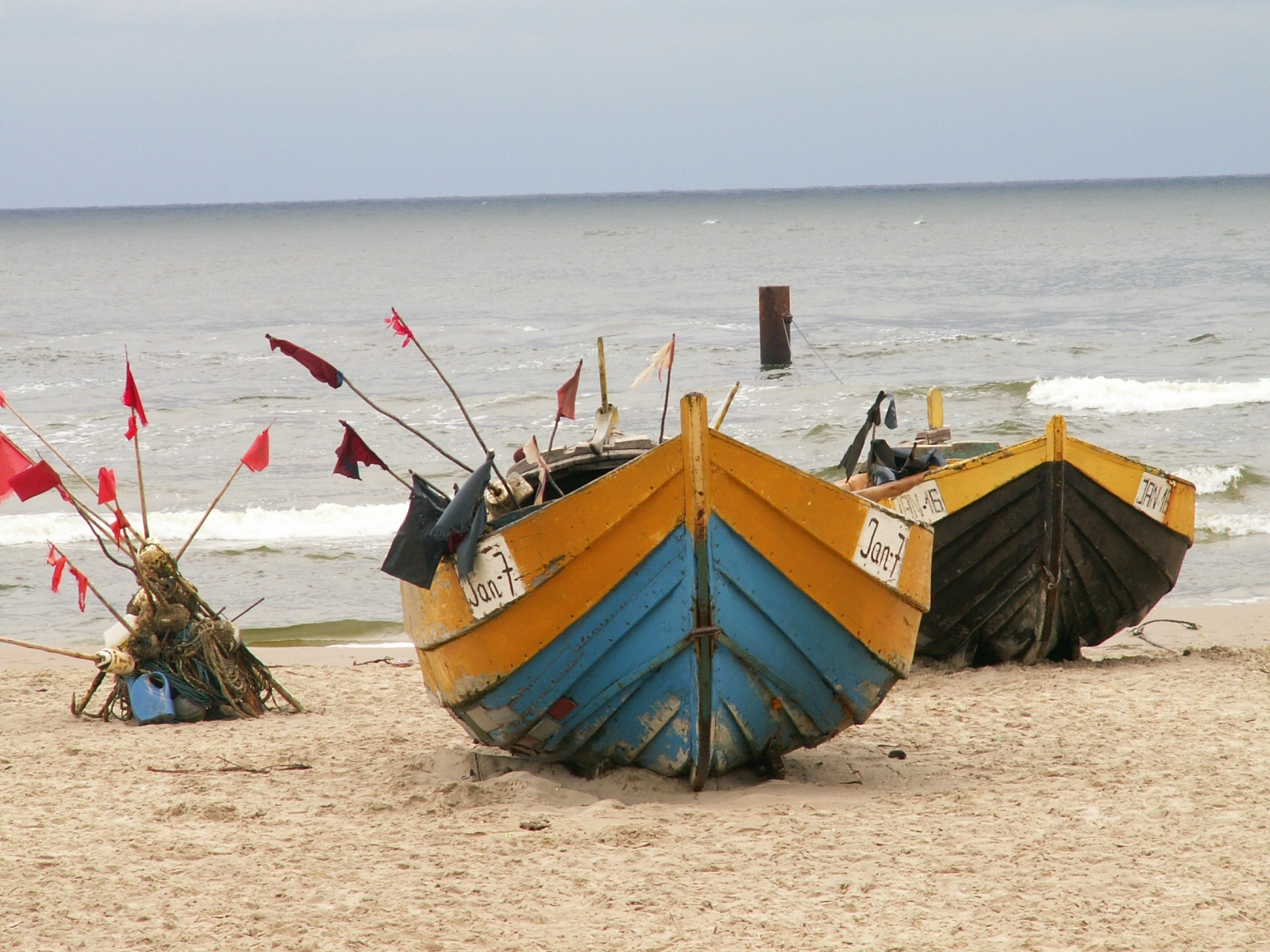
مراكب الصيد الهندية المبنية بطريقة تراكب الألواح الخشبية
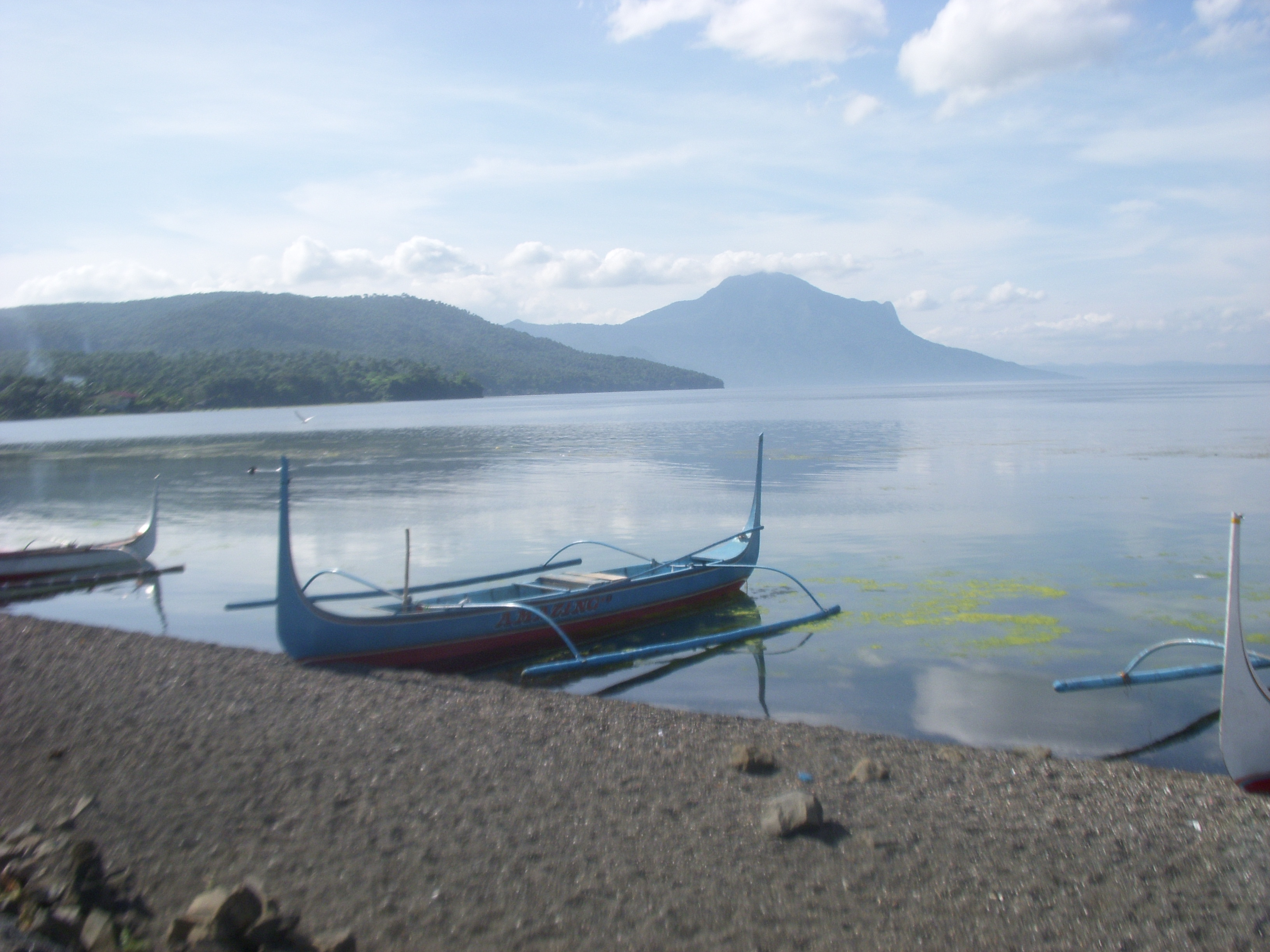
مركب صيد فلبيني تقليدي ذو أذرع امتداد

## سفن الصيد الترفيهي
يخرج الفرد في رحلات لصيد ترفيهي بهدف المتعة أو الرياضة، وليس للربح أو المعيشة. ويمكننا تقريبًا تسمية أي مركب يبقى في البحر مركب صيد ترفيهي، طالما لن يصعد على متنه صياد على نحو دوري بهدف صيد الأسماك. وغالبًا ما يتم إحضار بعض معدات الصيد على متنه، مثل الخطاطيف أو خيوط الصيد أو الثقالات أو الشباك. ويكون صيد الأسماك لأغراض ترفيهية في العديد من المراكب التي تبدأ من الزوارق الشجرية وقوارب الكاياك والطوافات وطوافات بونتون وزوارق التجديف الصغيرة وصولاً إلى الزوارق البخارية والسفن السياحية ذات المقصورة واليخوت الطوافة وحتى المراكب عالية التقنية والفخمة المخصصة لـ صيد الأسماك الكبيرة. وتتضمن المراكب الأكبر حجمًا والمصممة لغرض الصيد الترفيهي مقصورات كبيرة ومكشوفة في المؤخرة والتي تم تصميمها لتوفير الراحة أثناء الصيد.
بدأ صيد الأسماك الكبيرة كرياضة بعد اختراع المراكب المزودة بمحركات. ويعود الفضل في ابتكار هذه الرياضة إلى تشارلز فريدريك هولدر (Charles Frederick Holder) عالم الأحياء البحرية ومن أوائل حماة البيئة في عام 1898. وقد ظهرت المراكب المصممة للصيد الرياضي بفترة قصيرة بعد ذلك. ومن أمثلة ذلك مركب كريتي المستخدمة في جزيرة كاتالينا بولاية كاليفورنيا في عام 1915 والتي تم إرسالها إلى هاواي في العام التالي. وحسبما جاء في تقرير نُشر في صحيفة في ذلك الوقت، فإن مركب كريتي اشتملت على «مقصورة عميقة وكرسي مناسب لإنزال الأسماك الكبيرة وجيوب جلدية لوضع الصنارة.»
من الصعب تقدير عدد مراكب الصيد الترفيهي الموجود، بالرغم من كثرتها. ويرجع هذا إلى كون هذا المسمى متغيرًا؛ حيث إن بعض مراكب الصيد الترفيهي تستخدم أيضًا في صيد الأسماك من حين لآخر. وبخلاف معظم سفن الصيد التجاري، فإن سفن الصيد الترفيهي كثيرًا ما لا تقتصر على الصيد فقط.

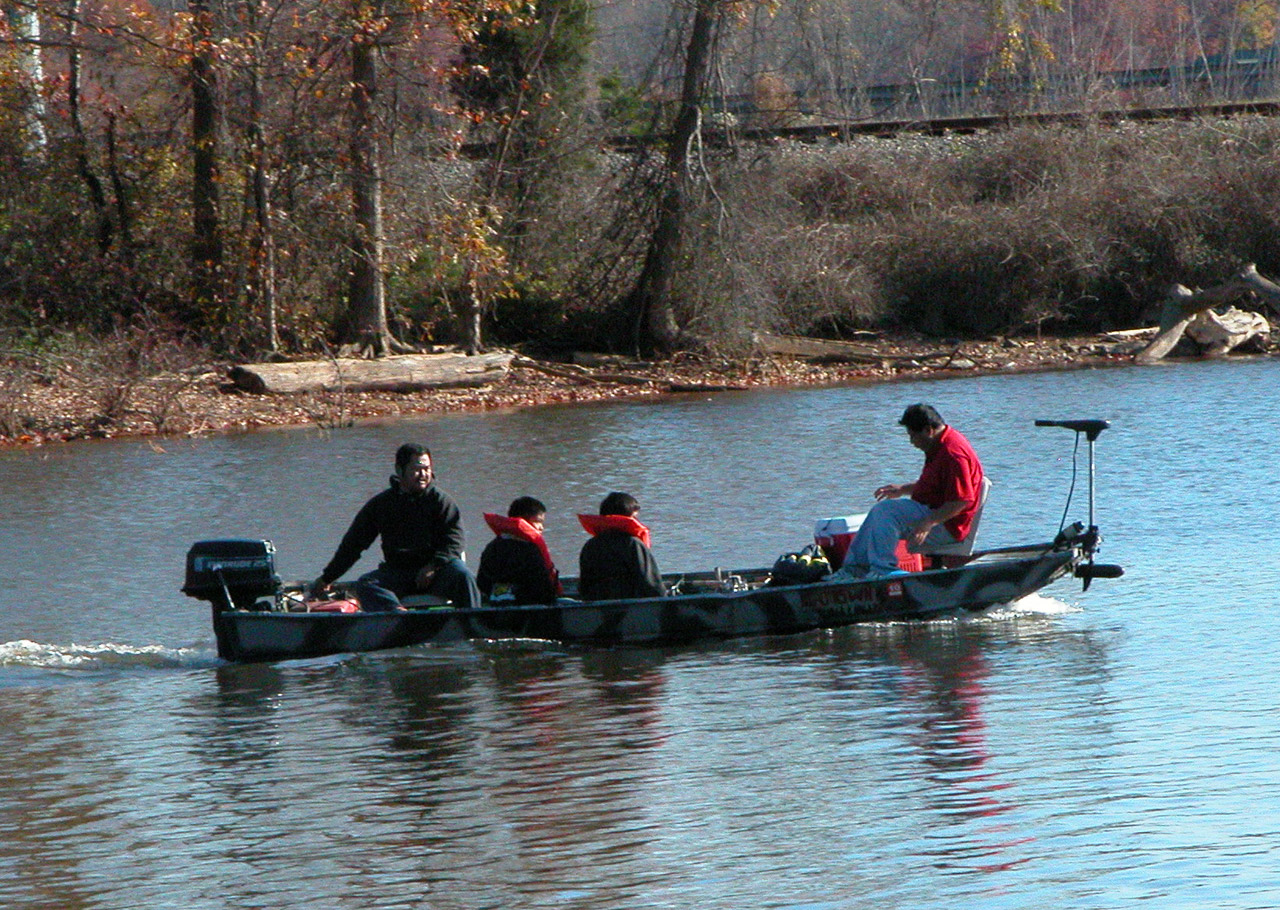
مركب صيد أسماك القاروس معيارية مصنوعة من الألومنيوم مزودة بـ محرك تصيد

- اكتسبت قوارب الكاياك شهرة واسعة في السنوات الأخيرة. وقد كان يستخدم قارب الكاياك منذ فترة طويلة كوسيلة للوصول إلى مصايد الأسماك.
- أصبحت طوافات بونتون أيضًا مشهورة في السنوات الأخيرة. وتسمح هذه الطوافات لصياد أو اثنين بالدخول إلى الأنهار أو البحيرات الصغيرة التي يصعب أن تسع المراكب الأكبر حجمًا. ويمكن تركيب هذه الطوافات القابلة للنفخ، التي يبلغ طولها 8-12 قدمًا، بسرعة وسهولة. ويتميز بعضها بإطارات صلبة مأخوذة من مجال التجديف النهري.
- مراكب صيد أسماك القاروس (Bass boat) عبارة عن مراكب صغيرة من الألومنيوم أو الألياف الزجاجية والتي تُستخدم في البحيرات والأنهار في الولايات المتحدة الأمريكية لصيد القاروس وغيرها من الأسماك الصغيرة. وتحتوي على كراسي دوارة للصيادين وصناديق تخزين لمعدات الصيد وخزان فيه ماء يعاد تدويره للأسماك التي يتم اصطيادها. وعادةً ما تكون مجهزة بـ محرك خارجي ومحرك تصيد.
- كثيرًا ما يتولى فرد واحد تشغيل مراكب التأجير (charter boats)، وهي مراكب مصممة بهدف استخدامها في الصيد واستضافة رحلات صيد لعملاء يدفعون لقاء الخروج في هذه الرحلات. ويمكن أن يتباين حجمها بشكل كبير، وهو ما يكون بناءً على نوع الرحلات والموقع الجغرافي.
- تمثل مراكب الصيد في المياه العذبة حوالي ثلث إجمالي المراكب المسجلة في الولايات المتحدة الأمريكية. وينتهي المطاف بمعظم أنواع المراكب الأخرى باستخدامها في الصيد أحيانًا.
- تتنوع مراكب الصيد في المياه المالحة بشكل كبير من حيث الحجم ويمكن تخصيصها لصيد أنواع معينة من الأسماك. فعلى سبيل المثال، تتميز مراكب صيد سمك الفلاوندر بقاعها المسطح المناسب للغاطس قليل العمق وتُستخدم في المياه المحمية والضحلة. ويتراوح طول مراكب الصيد الرياضي من 25 إلى 80 قدمًا أو أكثر، ويمكن تزويدها بمحركات خارجية كبيرة أو محركات ديزل داخلية. ويمكن أن تحتوي المراكب المستخدمة في الصيد في المناخ البارد على مساحة مخصصة لـ قمرة أو غرفة قيادة مغلقة، في حين أن المرجح أكثر في المراكب التي تبحر في المناخ الحار أن تكون مكشوفة.

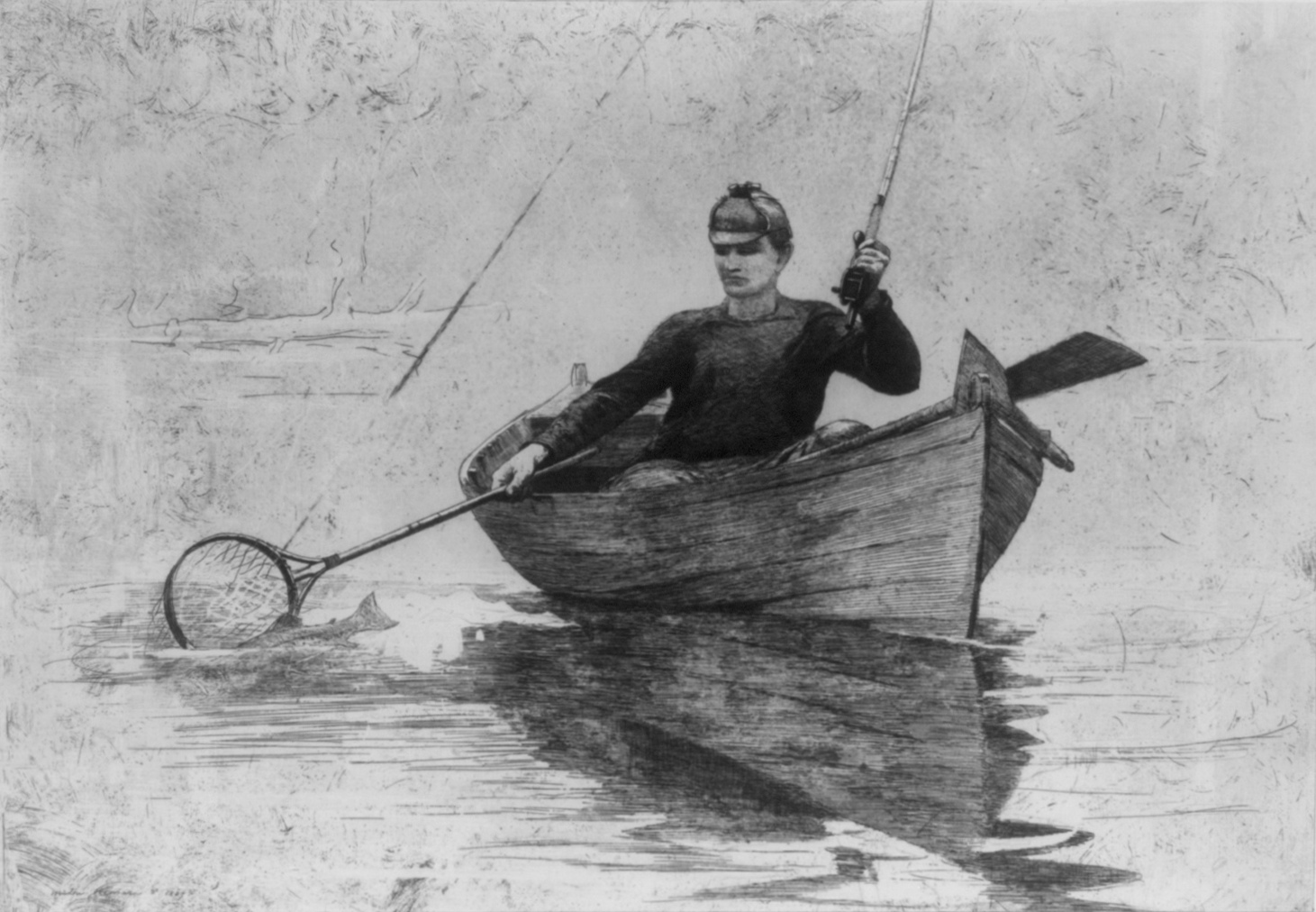
صيد السمك بالفراشات الصناعية من زورق تجديف
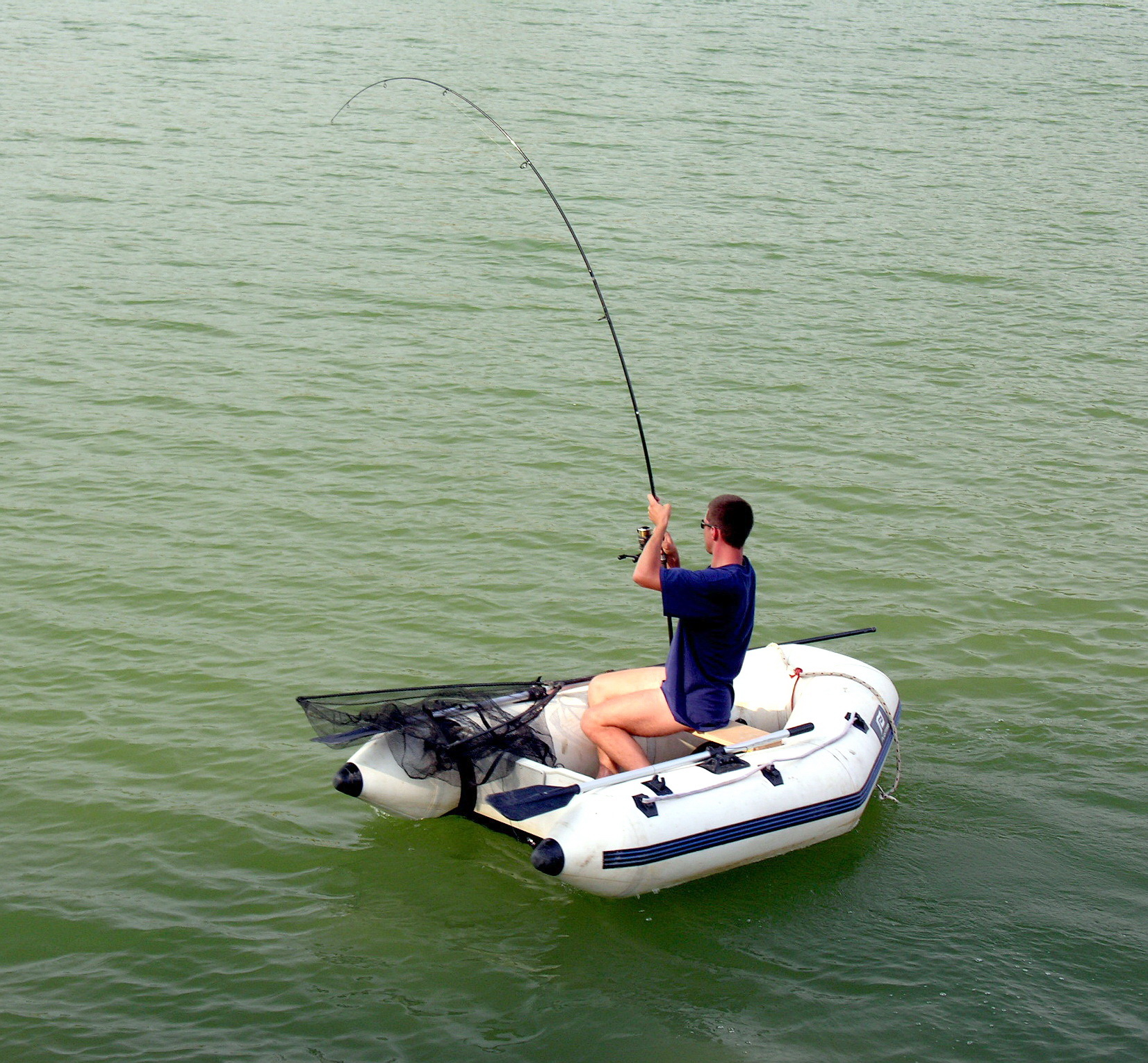
الصيد بصنارة من قابلة للنفخ صغيرة في بحيرة سان كاسيان، فرنسا
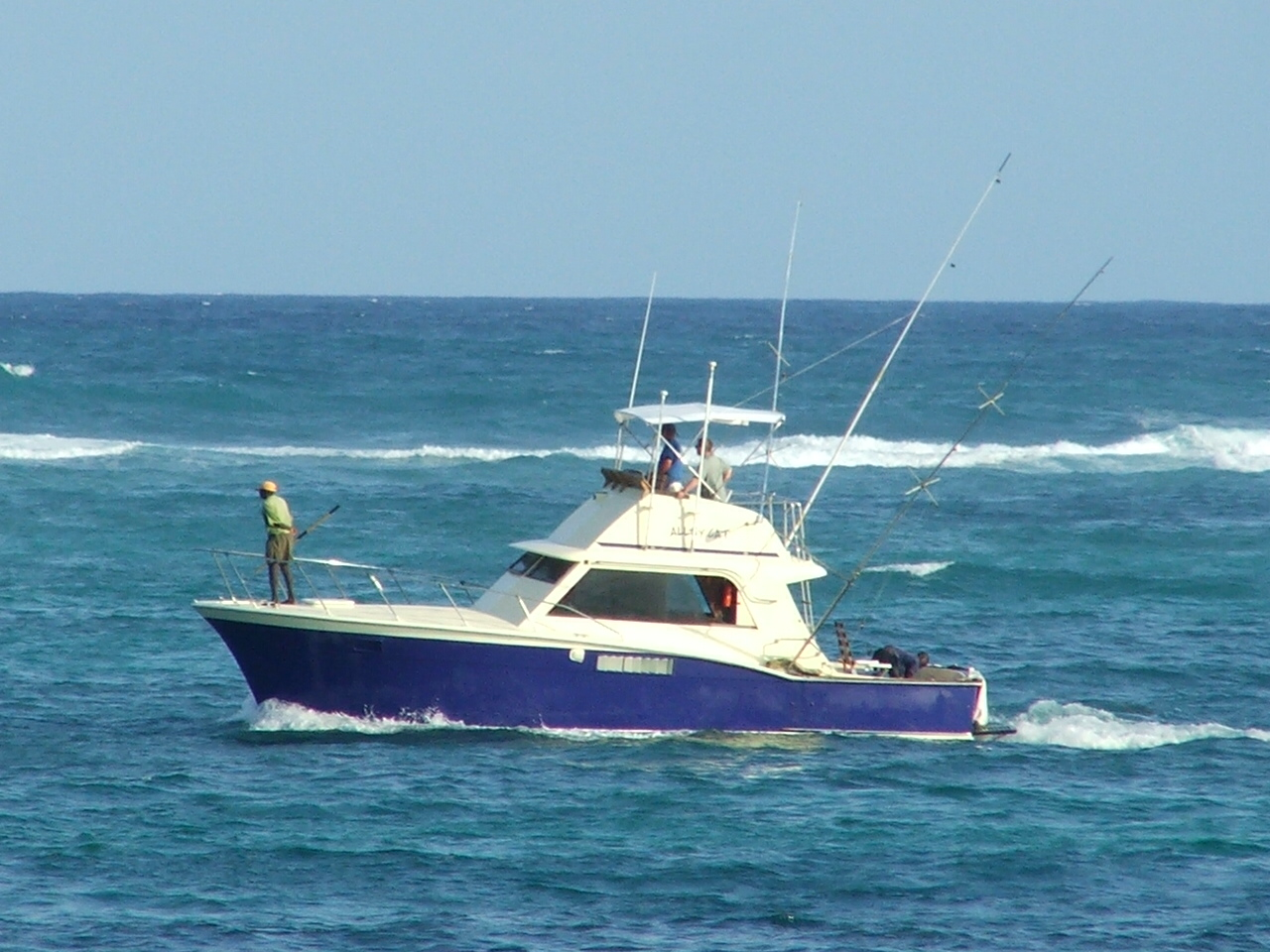
مركب صيد رياضي صغيرة
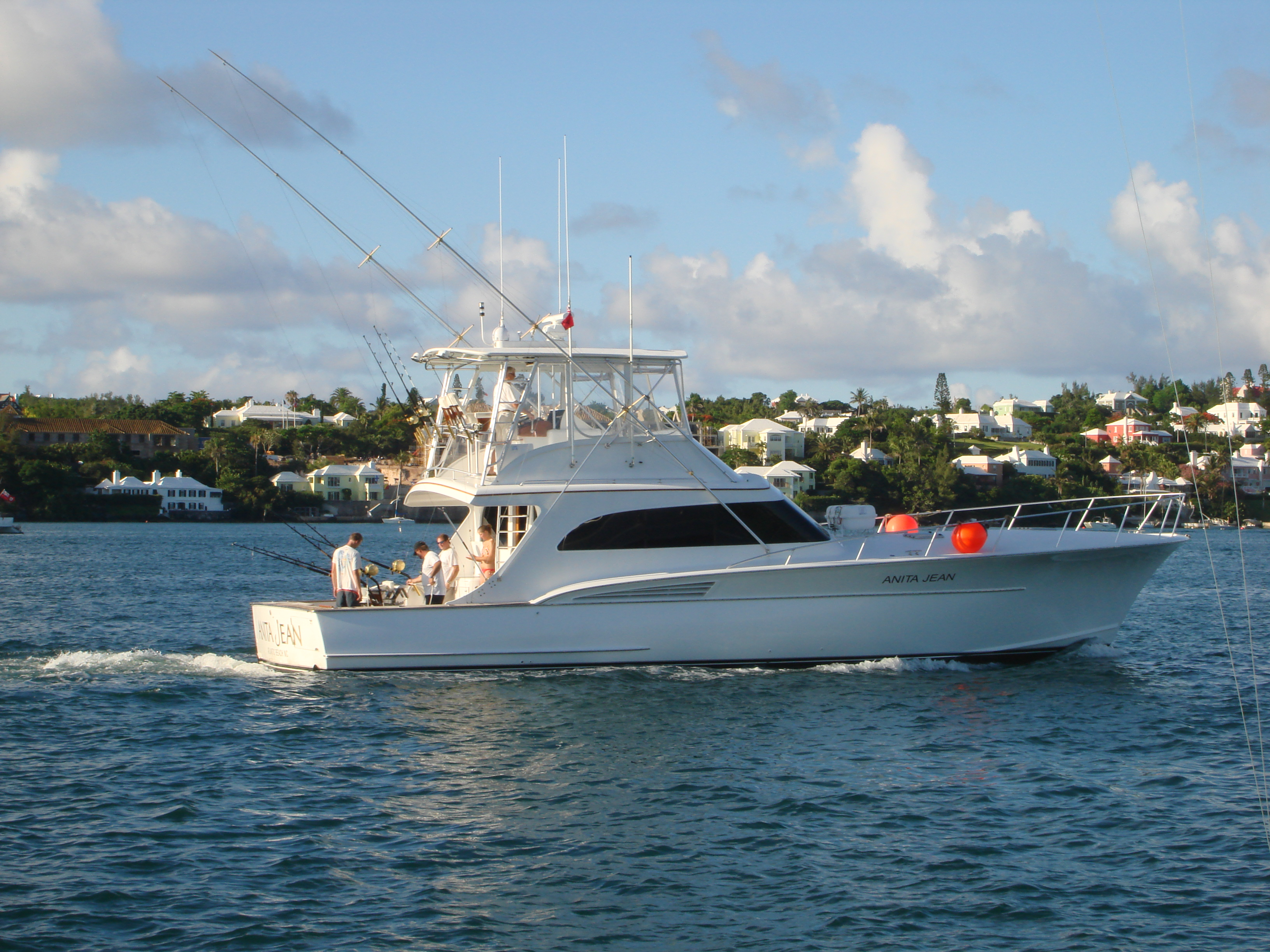
مركب تأجير كبيرة مخصصة لـ الأسماك الكبيرة في جزر برمودا.
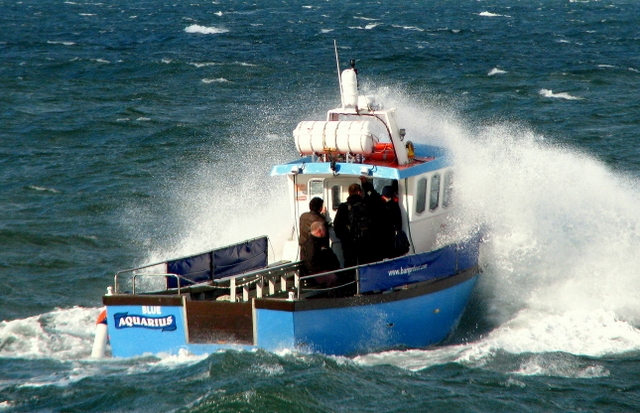

## وصلات خارجية
- BostonWhalerForum.com نسخة محفوظة 2 يناير 2013 at Archive.is، الموقع الأول للمناقشات والمعلومات المتعلقة بجمعية بوسطن ويلر، وغير ذلك.
- Worldfishingtoday.com نسخة محفوظة 28 مارس 2010 على موقع واي باك مشين.، صور ومعلومات عن سفن الصيد، في أنحاء العالم
- National Library of Scotland: Scottish Screen Archive (أفلام أرشيفية تتعلق بالصيد حول سواحل أسكتلندا)